# Tesla, Inc.
Tesla, Inc. là một công ty chuyên về sản xuất ô tô điện của Hoa Kỳ được thành lập vào năm 2003. Đây là một công ty đại chúng và giao dịch trên sàn chứng khoán NASDAQ dưới mã TSLA. Trong quý đầu năm 2013, Tesla lần đầu tiên công bố lợi nhuận sau 10 năm phát triển.
Tesla lần đầu gây chú ý bằng việc ra mắt mẫu xe Tesla Roadster, chiếc xe thể thao đầu tiên chạy hoàn toàn bằng điện. Dòng xe thứ hai của công ty là mẫu Model S, một chiếc sedan hạng sang khác cũng chạy bằng năng lượng điện.
Tesla cũng cung cấp linh kiện cho xe điện của các hãng chế tạo ô tô khác như Daimler và Toyota. Giám đốc điều hành của Tesla, Elon Musk, cho biết ông hy vọng Tesla sẽ là một hãng chế tạo ô tô độc lập, với mục tiêu đem đến những chiếc xe điện có giá cả phù hợp cho người tiêu dùng bình dân.

## Khái quát

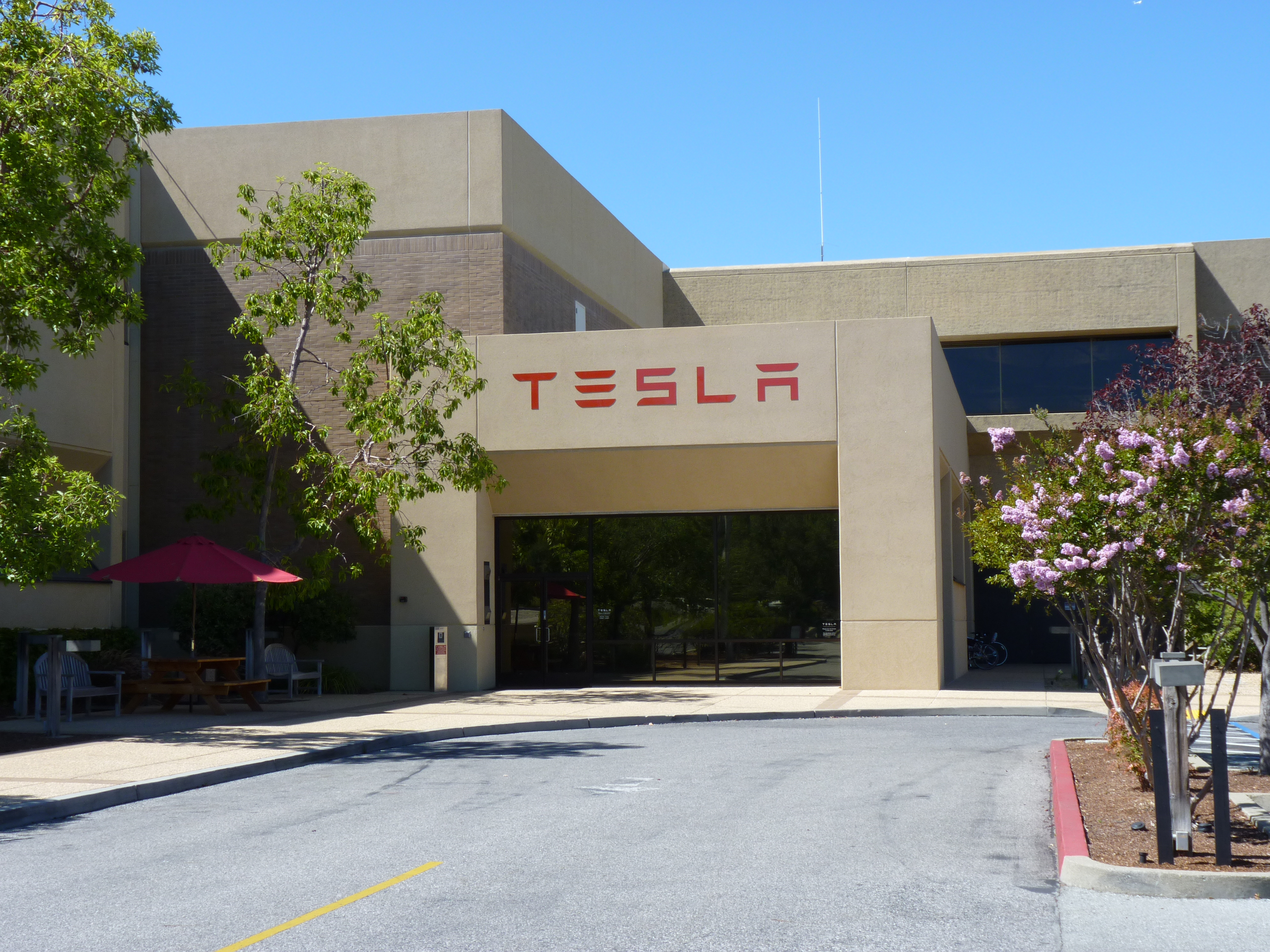
Trụ sở toàn cầu của Tesla ở Palo Alto, California

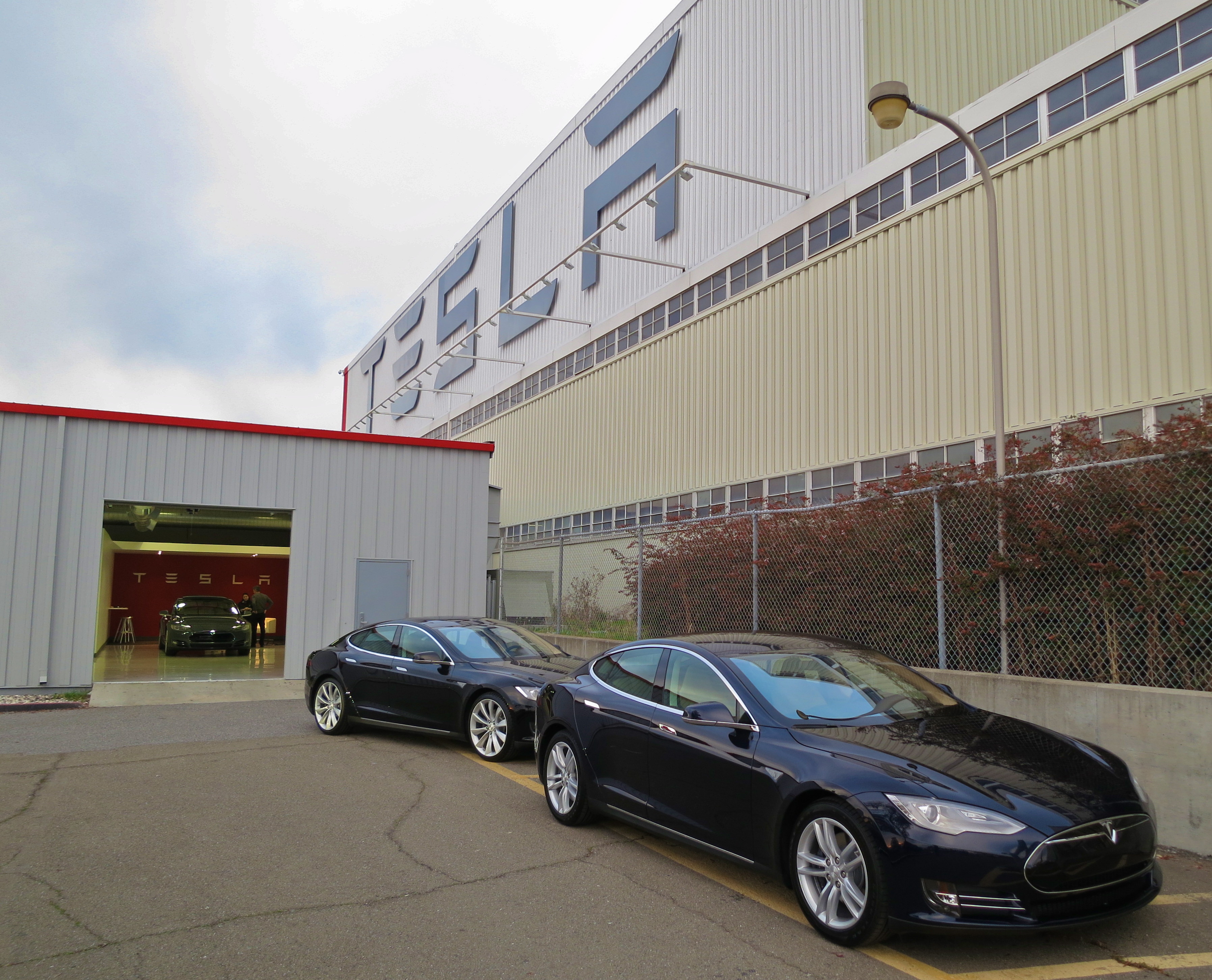
Mẫu xe Tesla Model S tại nhà máy Tesla năm 2012

Tesla được đặt theo tên kỹ sư điện, nhà phát minh Nikola Tesla. Chiếc Tesla Roadster sử dụng mô tơ điện xoay chiều dựa trực tiếp trên thiết kế gốc năm 1882 của Tesla. Tesla Roadster, mẫu xe đầu tiên của Công ty cũng là dòng sản phẩm xe hơi đầu tiên sử dụng các tấm pin lithium-ion, mẫu xe điện đầu tiên chạy được quãng đường lớn hơn 200 dặm trên mỗi lần sạc. Từ năm 2008 đến tháng 3/2012, Tesla đã bán được tổng cộng hơn 2,250 Roadsters đến 31 quốc gia. Tesla ngừng nhận đơn đặt hàng chiếc Roadster tại thị trường Mỹ từ tháng 8/2011. Tesla giới thiệu mẫu Tesla Model S ngày 26/3/2009. Tính đến  tháng 3 năm 2013, Tesla hiện có khoảng 3000 nhân viên chính thức.

## Chiến lược
Chiến lược của Tesla là cung cấp cho người tiêu dùng các sản phẩm chạy điện và thâm nhập thị trường xe hơi với dòng xe cao cấp nhắm đến những người mua giàu có. Khi sản phẩm dần hoàn thiện và tiêu thụ tốt, Công ty sẽ tham gia thị trường bình dân với nhiều cạnh tranh hơn.
Nhắm đến những sản phẩm cao cấp dành cho những lãnh đạo giàu có là chiến lược kinh doanh phổ biến ở Thung lũng Silicon và nền công nghiệp công nghệ toàn cầu, nơi mà giá của những phiên bản đầu tiên của điện thoại, máy tính xách tay, ti vi màn hình phẳng đều rất cao lúc khởi đầu và giảm dần ở những chu kỳ sản phẩm sau đó. Theo một blog được đăng bởi Musk, "Công nghệ mới trong bất cứ lĩnh vực nào cũng cần vài phiên bản để tối ưu trước khi trở nên phổ biến trên thị trường, trong trường hợp này là sự cạnh tranh với 150 năm và hàng nghìn tỷ đô la dành cho những chiếc xe chạy nhiên liệu xăng dầu."
Trong khi chiếc Roadster có giá 109,000$, thì giá của Model S chỉ là 57,400$ và công ty đang có kế hoạch ra mắt những chiếc xe có giá chỉ 30,000$ trong thời gian tới, với tên mã BlueStar.
Một trong những mục tiêu được Tesla công bố là tăng số lượng các loại phương tiện điện hiện có trở thành xu hướng tiêu dùng bằng cách:
- Bán những chiếc xe do chính Công ty sản xuất thông qua kênh online và hệ thống Showroom và online;[28]
- Bán các linh kiện xe điện cho các hãng chế tạo xe khác[29][30]
- Trở thành chất xúc tác và là một hình mẫu tích cực cho các hãng chế tạo xe khác [31][32]

Tesla tập trung vào công nghệ điện thuần túy, thậm chí cho phần khúc xe cỡ lớn và quãng đường trên 200 dặm. Musk đã giành được Giải thường nhà phát minh của năm 2010 lĩnh vực chế tạo xe hơi vì đẩy nhanh sự phát triển của phương tiện chạy điện đối với nền công nghiệp xe hơi toàn cầu.

### Mô hình kinh doanh và các tranh chấp trong việc bán xe
Tesla đặt các cửa hàng hoặc phòng triển lãm, trong các trung tâm mua sắm, ở 22 tiểu bang Hoa Kỳ và Washington DC. Người tiêu dùng không thể mua xe ở các cửa hàng; họ phải đặt hàng trên website của Tesla Motors. Các cửa hàng hoạt động như những showroom cho phép mọi người tìm hiểu về Tesla Motors và các dòng xe của hãng. Các phòng triển lãm đặt trong những bang có luật hạn chế thảo luận về giá cả, tài chính, chạy thử xe và các hạn chế khác.
Chiến lược của Tesla với kênh bán hàng trực tiếp thông qua các của hàng của hãng là một khởi đầu có ý nghĩa trong mô hình kinh doanh hiện đại tại thị trường Mỹ. Tesla, Inc. là nhà sản xuất bán trực tiếp ô tô đến khách hàng, trong khi các hãng khác thông qua các đại lý độc lập. 48 bang đã có luật hạn chế hoặc cấm các nhà sản xuất bán xe trực tiếp đến người sử dụng, và cho dù Tesla không có các đại lý độc lập, hiếp hội đại lý ở nhiều bang đã đưa ra nhiều vụ kiện tụng chống lại Tesla, cố để cấm Tesla bán ô tô ở một số bang. North Carolina và New Hampshire đứng về phía Tesla trong khi Virginia và Texas đứng về phía bên kia. Điều này đã ngăn Tesla hoạt động ở cả hai bang, nơi Tesla có các phòng trưng bày.
Texas hiện tại có các luật bảo vệ đại lý nghiêm ngặt nhất, khiến cho việc mua một chiếc xe từ Tesla rất khó khăn. Texas yêu cầu tất xe xe mới phải được mua thông qua hãng bán lẻ thứ 3, ảnh hưởng đến việc bán xe của Tesla ở Texas. Một người dân của Texas vẫn có thể mua xe từ Tesla, nhưng phải là một giao dịch ở bên ngoài bang. Điều này làm tăng lãi suất cho vay, tháng 2/2014 khoản vay ở Texas sẽ không bao gồm thuế, và người mua xe sẽ không được hưởng dịch vụ giao xe Tesla tới các địa chỉ ở Texas. Người mua phải đăng ký xe với bang, trả thuế VAT và đi tới trung tâm dịch vụ tại địa phương nếu người mua muốn tìm hiểu thêm về chiếc xe của họ. Tesla đã vận động cơ quan lập pháp Texas điều chỉnh luật cho phép Tesla được bán trực tiếp tới khách hàng và đặc biệt cho phép nhân viên Tesla được thảo luận về các lựa chọn cho vay tài chính, hoặc mua xe ở các cửa hàng của hãng ở Austin và Houston.
Vào thứ 2, 10/3/2014, Ủy ban xe hơi New Jersey và ban điều hành của thông đốc Christie sẽ tổ chức một cuộc họp nhằm thông qua các đề xuất luật mới. Đề xuất PRN 2013-138 được công bố 1 ngày trước khi thông qua. Tesla phản đối với dự thảo này, "tìm kiếm và đưa ra những luật lệ khắt khe về việc yêu cầu tất cả xe hơi mới phải được bán thông qua đại lý trung gian, và cấm hình thức bán hàng trực tiếp của Tesla, Ủy ban của thông đốc Christie đã quyết định bước ra khỏi tiến trình lập pháp bằng việc ban bố một dự thảo sẽ thay đổi hoàn toàn luật lệ ở New Jersey." Cuộc họp diễn ra vào 2 giờ chiều ngày hôm sau. Luật được thông qua và Tesla sẽ không còn được trực tiếp bán xe ở New Jersey, bắt đầu từ 1/4. Phó chủ tịch và phát triển kinh doanh Diarmuid O'Connell của Tesla nói "Thật tồi tê, nó được thông qua mà không hề có lý do hay thậm chí lắng nghe từ công chúng. Người cộng tác của Forbes Mark Rogosky nói rằng "Luật mới của bang bảo vệ các đại lý ô tô của họ khỏi sự cạnh tranh của mô hình bán hàng trực tiếp của Tesla" anh đi đến kết luận rằng, đây là một sự tương phản lớn với lời của Christie lúc đầu rằng: " Chúng ta có một thị trường tự do cho phép các nỗ lực và khéo léo của chính các bạn sẽ quyết định thành công, không phải thứ cánh tay lạnh nhạt từ chính quyền."
Kevin Roberts, người phát ngôn của chính quyền Christie phản bác rằng "Chính công ty Tesla, chứ không phải chính quyền, đang cố ý phớt lờ các thủ tục pháp lý thông thường."

## Công nghệ
Tesla thiết kế các cấu kiện điện cho xe của các nhà sản xuất khác bao gồm dòng giá rẻ nhất của Daimler, dòng ForTwo electric drive, dòng Toyota RAV4 EV, và dòng xe tải điện Freightliner's.

### Công nghệ pin
Không giống các nhà sản xuất khác, Tesla không sử dụng các tấm pin lớn, đơn chức năng. Tesla sử dụng hàng ngàn pin lithium-ion 18650. Pin 18650 rất nhỏ, hình trụ, thường được sử dụng trong laptop và các thiết bị điện tử tiêu dùng. Tesla sử dụng một phiên bản đặc biệt của loại này, được thiết kế rẻ hơn để sản xuất và mạnh hơn pin tiêu chuẩn. Chi phí và trọng lượng giảm bằng việc bỏ đi các tính năng an toàn. Theo Tesla, các tính năng này là không cần thiết bởi hệ thống điều hòa nhiệt và hóa chất chống phồng trong bộ pin nhiên liệu. Hóa chất này được cho là có khả năng chống lửa. Hiện tại, Panasonic - một nhà đầu tư của Tesla, đang là nhà cung cấp đế các tấm pin cho công ty.
Tesla có thể có giá thành cho bộ pin ở mức thấp nhất, ước tính chi phí khoảng 200$ mỗi kWh. Hiện tại, Tesla tính giá thêm $10,000 cho bộ pin 85kWh so với bộ pin 60kWh, hay $400 mỗi kWh. Đối với $200 mỗi kWh, bộ pin trong mẫu 60kWh Model S có chi phí $12,000, trong khi bộ pin 85kWh có chi phí $17,000.
Trong mẫu Model S, Tesla tích hợp bộ pin bên trong sàn xe, không giống dòng Roadster, có bộ pin tích hợp phía sau ghế ngồi. Vì tích hợp bên dưới sàn của Model S, tiết kiệm được phần nội thất bên trong bị chiếm bởi bộ pin, không như các xe điện khác, thường phải mất diện tích vì bộ phận này. Điểm đặt của bộ pin and gầm thấp hơn trên Model S khiến cho bộ nhiên liệu này dễ bị tổn hại bởi các mảnh vỡ hoặc va chạm. Để bảo vệ bộ pin, Model S có một bộ giáp bảo vệ bằng nhôm dày 1/4 inch. Vị trí đặt của bộ pin cho phép dễ dàng thay thế tại các trạm thay pin trong tương lai. 1 lần đổi pin có thể chỉ mất khoảng 90 giây trên Model S. Hiên tại vẫn chưa có trạm đổi pin nào của Tesla hoạt động.

### Chia sẻ công nghệ

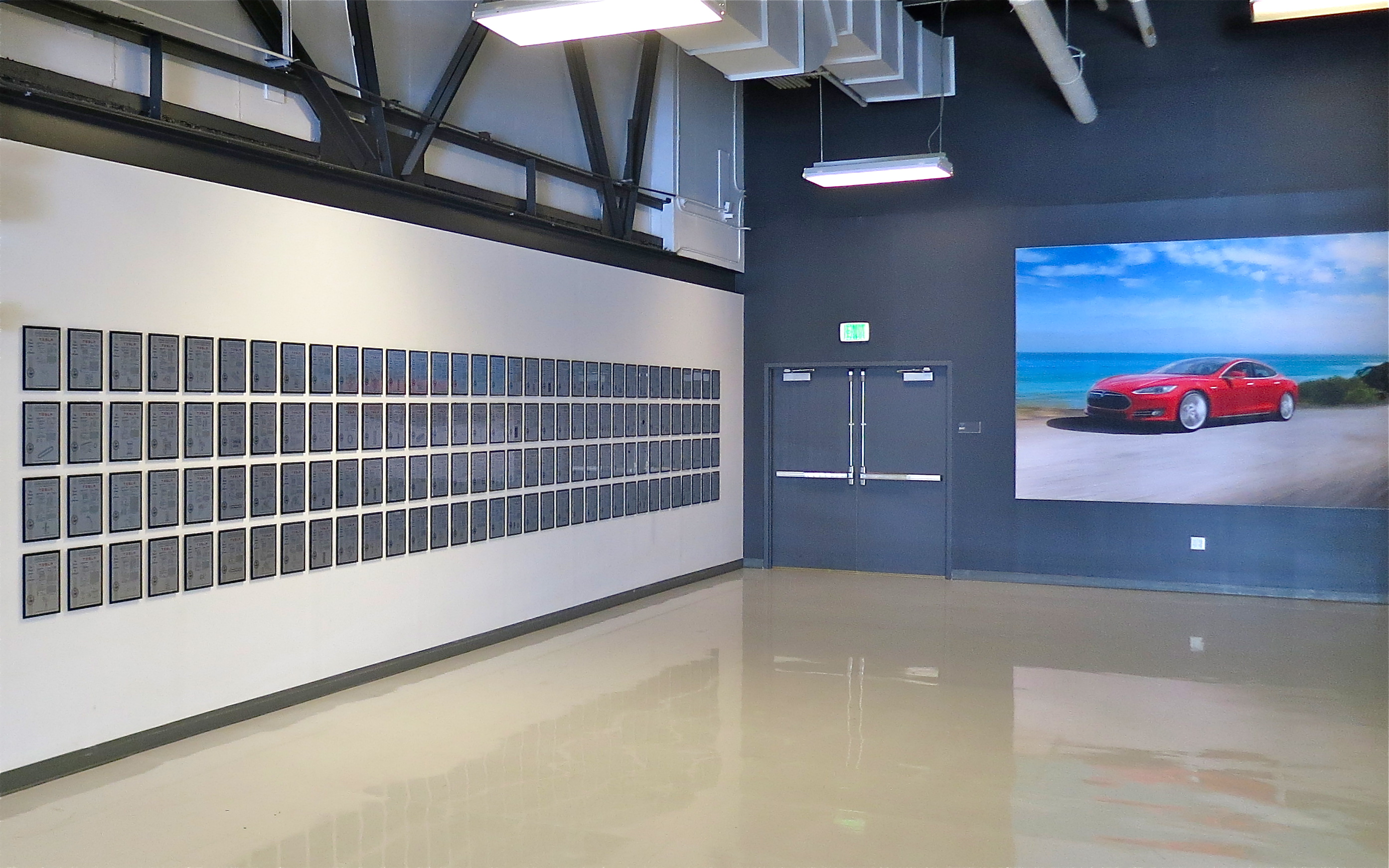
Bức tường bằng sáng chế của Tesla tại trụ sở đã được dỡ bỏ sau khi công ty công bố các bằng sáng chế của họ sẽ là một phần trong trào lưu mã nguồn mở.

BMW và Tesla tổ chức một cuộc gặp vào ngày 11/6/2014, nhằm thảo luận về khả năng của BMW chia sẻ công nghệ sợi carbon siêu nhẹ và bí quyết sản phẩm với Tesla. CEO Tesla Elon Musk công bố trong cuộc họp báo vào ngày 12/6/2014, rằng công ty sẽ cho phép các bằng sáng chế công nghệ của hãng được sử dụng bởi bất kỳ ai cho mục đích tốt đẹp. Các thỏa thuận được ký kết trong tương lai được hy vọng tính đến những sự cung cấp mà nhờ đó người sử dụng các sáng chế đồng ý không đệ đơn kiện bằng sáng chế chống lại Tesla, hoặc không sao chép trực tiếp thiết kế của hãng. Lý do cho điều này bao gồm việc thu hút và thúc đẩy các nhân viên tài năng, cũng như đẩy nhanh việc phát triển đại trà các phương tiện chạy điện cho vận tải bền vững. "Sự thật không may là, các chương trình sản xuất xe điện (hay sản xuất các xe mà không tiêu thụ hydrocarbons) ở các hãng chế tạo xe chủ chốt đang quá nhỏ bé, chỉ chiếm một số lượng ít hơn rất nhiều 1% so với tổng lượng xe bán ra," Musk nói. Tesla sẽ vẫn sẽ nắm giữ những tài sản trí tuệ khác, như bản quyền và bí mật giao dịch, điều đó sẽ ngăn chặn trực tiếp việc sao chép các phương tiện của hãng.
Phi Công Tự Động (AutoPilot)
Phi Công Tự Động là hệ thống giúp người lái xe và đã được gắn vào tất cả các chiếc xe hơi hãng Tesla hồi cuối tháng 9 năm 2014.  Các chiếc xe hơi này gồm có 1 máy hình gắn trên kính trước, Ra Đa dò phía trước (do hãng Bosch cung cấp)[168][169] nằm ở phía dưới mũi xe và các máy dò âm thanh Sonar nằm vè xe đằng trước và đằng sau để tạo ra một vùng 360 độ chung quanh xe. Các dụng cụ này cho phép xe biết thấy được các bản lưu thông, lằn gạch trên đường, chướng ngại vật và các chiếc xe khác. Cộng thêm cái nhiệm vụ Điều Hành Tốc Độ Tùy Vào Xe Đằng Trước và Báo Động Xe Cán Lằn, phần mua 2.500,00 Mỹ Kim "Kỹ thuật" cho phép xe tự lái trong quãng rất ngắn (được gọi là "Kêu Xe Đến") và đậu xe (được gọi là "Tự Đậu").[170][171] Những đặc điểm này đã được ứng hành qua làn sóng từ ngày 15, tháng 10 năm 2015. Phi Công Tự Động chương trình thứ 8 hiện dùng Ra Đa là máy dò chính thay vì máy hình.[172]
Bắt đầu tháng 10 năm 2016, tất cả các chiếc xe hơi hãng Tesla đều được gắn các bộ phận phần cứng để có khả năng chạy không người lái với một độ an toàn  (SAE Độ 5). Bộ phận phần cứng gồm có tám máy hình chung quanh và mười hai máy dò âm thanh Sonar, và cộng thêm cái Ra Đa dò phía trước.[173] Hệ thống này sẽ dò theo "ngấm ngầm" (tiến hành nhưng không ra tay hành động) và gửi các dữ kiện đến Tesla để cải tiến các khả năng của hệ thống cho đến khi cái chương trình phần mềm tốt đủ để tung ra trên làn sóng nâng cấp..[174]
Cho nên, xe Tesla có trang bị phần cứng này sẽ không có hoạt động các nhiệm vụ được trong lúc đầu: Thắng Khẩn Cấp Tự Động, Báo Động Sắp Đụng, Giữ Trong Hai Lằn, và Điều Hành Tốc Độ Tùy Vào Xe Đằng Trước; Những nhiệm vụ này sẽ được cho phép sau khi được xác nhận trong 2-3 tháng. Sau khi đã thử nghiệm, Tesla sẽ biểu diễn là xe sẽ không cần người lái và sẽ đến nhà của khách hàng để đón từ Los Angeles rồi tiếp tục chạy không cần người lái, cũng như là trong những lúc tự cắm điện để hồi điện xe và tự rút dây ra, cho đến đích ở bùng binh tráng lệ Times Square, Nữu Ước, cho khách xuống lề đường, rồi xe sẽ tự tìm lấy chỗ để tự đậu xe vào khoảng tháng 12 năm 2017. [276] Nhưng trên thực tế thì lời tiên đoán "Tự Lái Không Người" của Tesla đã thấm thoát qua mấy năm nay mà  vẫn chưa được thành tựu.
| Bộ Phận Phần Cứng          | 2014 Phi Công Tự Động Phần cứng 1          | 2016 Tự Lái Không Người Phần cứng 2                                                        | 2019 Phần Cứng 3                                                                           | 2023 Phần Cứng 4                                         | 2025 Ai5 (Phần Cứng 5)                                                             |
| Ra Đa Phía Trước           | [chiều xa chưa tham khảo]                  | 160 thước = 524 bộ Anh                                                                     | Xài cho đến khi ngưng vào năm 2021                                                         | Tuy Model S và X có, nhưng không xài theo quy định 2021  | Chưa thông báo, nhưng có lẽ không thay đổi với quy định 2021.                      |
| Máy Hình Phía Đầu          | 1 máy không màu. [chiều xa chưa tham khảo] | 3 máy: 1. Hẹp: 250 thước = 820 bộ. 2. Chính: 150 thước =492 bộ. 3. Rộng: 60 thước = 196 bộ | 3 máy: 1. Hẹp: 250 thước = 820 bộ. 2. Chính: 150 thước =492 bộ. 3. Rộng: 60 thước = 196 bộ | Bớt xuống thành 2 máy (nhìn tưởng 3, nhưng 1 giả)        | Chưa thông báo                                                                     |
| Máy Hình Dò Hai Phía Trước | 0                                          | 1. Trái: 80 thước = 262 bộ. 2. Phải: 80 thước = 262 bộ                                     | 1. Trái: 80 thước = 262 bộ. 2. Phải: 80 thước = 262 bộ                                     | 1. Trái: 80 thước = 262 bộ. 2. Phải: 80 thước = 262 bộ   | 1. Trái: 80 thước = 262 bộ. 2. Phải: 80 thước = 262 bộ                             |
| Máy Hình Dò Hai Phía Sau   | 0                                          | 1. Trái: 100 thước = 328 bộ. 2. Phải: 100 thước = 328 bộ                                   | 1. Trái: 100 thước = 328 bộ. 2. Phải: 100 thước = 328 bộ                                   | 1. Trái: 100 thước = 328 bộ. 2. Phải: 100 thước = 328 bộ | 1. Trái: 100 thước = 328 bộ. 2. Phải: 100 thước = 328 bộ                           |
| Máy Hình Phía Đuôi         | [cho người sử dụng chứ không tính cho máy] | 1. 50 thước = 164 bộ.                                                                      | 1. 50 thước = 164 bộ.                                                                      | 1. 50 thước = 164 bộ.                                    | 1. 50 thước = 164 bộ.                                                              |
| Máy dò âm thanh Sonar      | 12 cái chung quanh. Dò xa 5 thước = 16 bộ. | 12 cái chung quanh. Dò xa 8 thước = 26 bộ.                                                 | Xài cho đến khi ngưng vào năm 2021                                                         | Xài cho đến khi ngưng vào năm 2021                       | Xài cho đến khi ngưng vào năm 2021                                                 |
| Nền Tảng                   | MobilEye EyeQ3                             | NVIDIA DRIVE PX 2                                                                          | 2 cục xử lý hiệu Tesla nhanh hơn Nvidia gấp 7 lần                                          | 2 cục xử lý hiệu Tesla kỳ 2, nhanh hơn kỳ 1 gấp 3-5 lần  | Tesla sẽ chế để xài Ai, lẹ hơn Phần Cứng 4 gấp 10 lần. Tốn thêm 4 lần điện cho Ai. |

## Sự cạnh tranh
Năm 2007, Phó chủ tịch của General Motors Robert Lutz đã nói rằng Tesla Roadster đã truyền cảm hứng cho ông thúc đẩy GM phát triển mẫu xe Chevrolet Volt, một chiếc sedan sử dụng được cả xăng và điện. Tháng 8/2009, ấn phẩm The New Yorker, Lutz được trích dẫn rằng, "Tất cả các thiên tài tại đây, trong General Motors cho rằng công nghệ pin lithium-ion là của 10 năm tới, và Toyota đồng ý với chúng tôi – và bùm, tiếp đó là Tesla. Các công ty khởi nghiệp nhỏ bé tại California, hoạt động bởi những kẻ không biết gì về kinh doanh ô tô, có thể làm được, vậy chẳng lẽ chúng ta thì không thể sao ?' Nó sẽ là đòn bẩy giúp phá vỡ thế bế tắc".

## Các mẫu xe

### Tesla Roadster
Mẫu xe đầu tiên của Tesla Motors, chiếc Tesla Roadster, là một chiếc xe thể thao chạy điện hoàn toàn. Chiếc Roadster là chiếc xe chạy điện hoàn toàn đầu tiên có khả năng chạy trên đường trường trong số các sản phẩm sản xuất hàng loạt được thương mại hóa tại Mỹ hiện nay. Chiếc Roadster cũng là chiếc xe đầu tiên sử dụng các tấm pin lithium-ion và cũng là chiếc xe điện đầu tiên chạy hơn 200 dặm mỗi lần sạc.

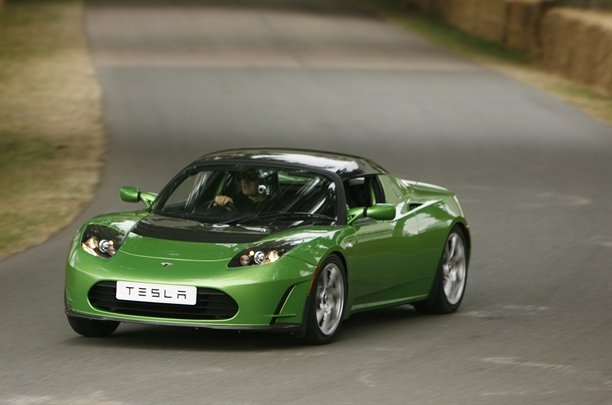
Tesla bắt đầu sản xuất những chiếc Roadster tay lái bên phải vào tháng 1/2010 và bán ở thị trường Anh, Úc và một số nước châu Á.

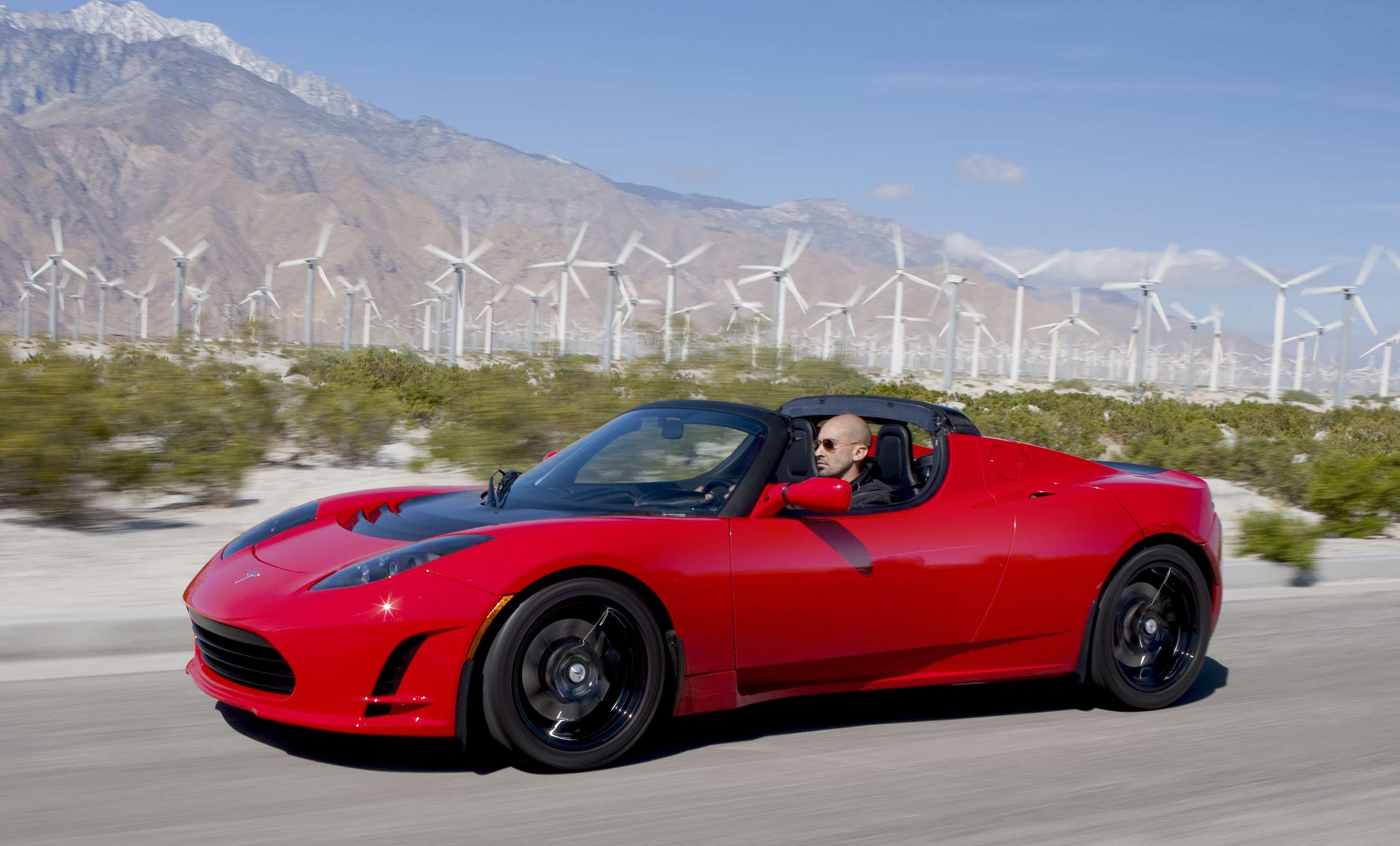
Tesla Roadster Sport 2.5, chiếc Roadster thế hệ thứ tư của hãng

Phiên bản thử nghiệm được giới thiệu trước công chúng tháng 7/2006. Chiếc Tesla Roadster được xuất hiện trên trang bìa tạp chí Time tháng 12/2006 khi nhận được giải thưởng Phát minh giao thông tốt nhất 2006 của tạp chí này. Bộ 100 chữ ký đầu tiên "Signature One Hundred" những chiếc Roadster được trang bị đầy đủ đã bán hết trong vòng 3 tuần đầu, 100 chiếc thứ 2 đã được bán hết trong tháng 10/2007, và các sản phẩm chung bắt đầu bán từ 17/3/2008. Tính từ tháng 2/2008, 2 mẫu xe mới đã được giới thiệu, 1 vào tháng 7/2009, và mẫu còn lại vào tháng 7/2010.
Tháng 1/2010, Tesla bắt đầu giới thiệu chiếc Roadster đầu tiên có tay lái bên phải dành cho thị trường UK và Ireland, sau đó bắt đầu bán chúng từ giữa 2010 ở Nhật, Singapore, Hong Kong và Australia. Tesla sản xuất mẫu Roadster cho đến đầu năm 2012, khi nguồn cung bộ truyền động của hãng Lotus Elise đã ngừng, khi hợp đồng của họ với hãng Lotus Cars cung cấp 2,500 bộ truyền động đã kết thúc cuối năm 2011. Tesla đã ngừng nhận đơn đặt hàng của chiếc Roadster ở thị trường My từ tháng 8/2011. Thêm các tùy chọn mới và tính năng nâng cao,chiếc Tesla Roadster đời 2012 được bán với số lượng có hạn ở thị trường châu Âu, châu Á và Australia. Thế hệ tiếp theo được hy vọng giới thiệu vào năm 2014, dựa trên phiên bản ngắn hạn của nền tảng phát triển cho mẫu Tesla Model S. Tesla đã bán hơn 2.400 chiếc Roadsters trên 31 quốc gia tính đến tháng 9/2012. Hầu hết các xe Roadster còn lại đã được bán trong quý IV năm 2012,...
Chiếc xe này có quãng đường trung bình 245 dặm mỗi lần sạc theo hãng Tesla. 27/10/2009, chiếc Roadster lái bởi Simon Hackett đã lái toàn bộ quãng đường 313 dặm trong chương trình thường niên Global Green Challenge của Australia trong một lần sạc với vận tốc trung bình 25 dặm/h. Chiếc Tesla Roadster có thể tăng tốc từ 0 đến 97 km/h trong 4 giây và có vận tốc tối đa là 201 km/h. Giá sàn của chiếc xe này là 109,000$, 84,000€, hay 87,945£. Chiếc Roadster Sport có giá từ 128,500$ ở Mỹ và 112,000€(bao gồm VAT) ở châu Âu. Phân phối bắt đầu từ tháng 7/2009. Motor Trend báo cáo rằng chiếc Roadster Sport ghi nhận vân tốc từ 0 đến 97 km/h trong 3.7 giây và một bài test 1/4 dăm trong 12.6s, và thông báo "Tesla là hãng đầu tiên phá vỡ định kiến về phương tiện chạy điện trong suốt 1 thế kỷ." 

### Model S
Chiếc Model S được công bố trong buổi ra mắt vào 30/6/2008. The sedan was originally code-named "Whitestar". Phân phối bán lẻ bắt đầu ở Mỹ từ 22/6/2012. Chiếc Model S đầu tiên giao tới khách hàng ở châu Âu bắt đầu từ 7/8/2013. Phân phối tại thị trường Trung Quốc bắt đầu từ 22/4/2014. Những đơn hàng đầu tiên thiết kế tay lái bên phải nhắm đến thị trường các nước UK, Australia, Hong Kong và Japan sẽ bắt đầu vào quý 2/2014. The Model S có 3 lựa chọn bộ pin cho quãng đường tối đa 265 dặm một lần sạc, nhưng sau đó giảm xuống 2 do thiếu nhu cầu cho xe chạy trên quãng đường ngắn.

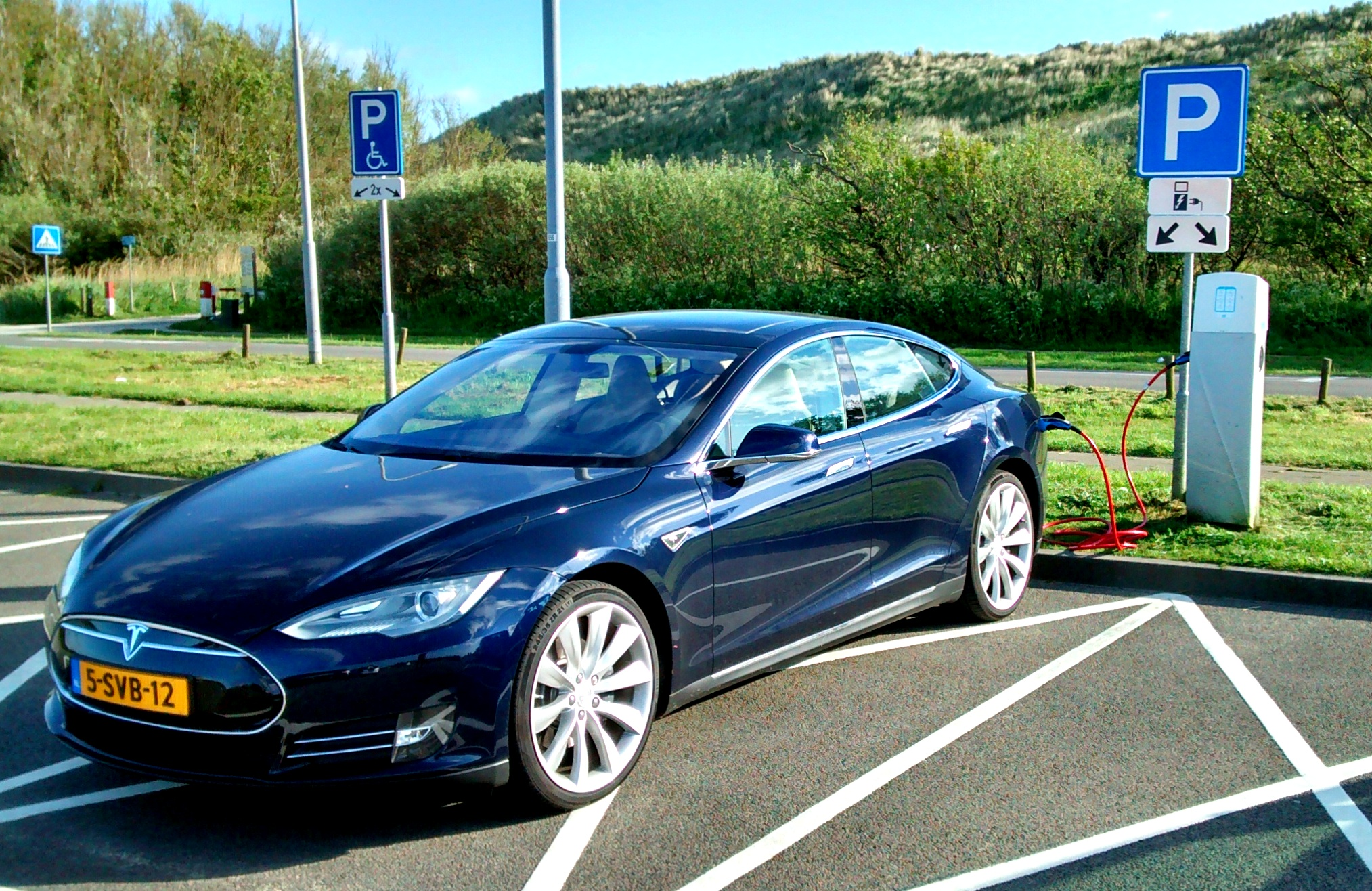
Tesla bắt đầu sản xuất mẫu Tesla Model S năm 2012, và phân phối đến các khách hàng đầu tiên vào tháng 6/2012.

Tổng cộng 2,650 Model S được bán ở thị trường Bắc Mỹ trong năm 2012, đa số ở Mỹ. châu Âu và Bắc Mỹ bán được tổng cộng 22,477 chiếc trong năm 2013, vượt mục tiêu năm của Tesla là 21,500 chiếc. Lương bán toàn cầu vượt mốc 25,000 chiếc tính đến tháng 12/2013, with the United States as the leading market with about 20,600 units, followed by Norway with 1,986 units, the Netherlands with 1,195 units sold through December 2013, và Canada với 733 chiếc được tiêu thụ tính đến tháng 12/2013. Tổng cộng 6,457 chiếc được bán ở Bắc Mỹ và châu Âu trong quý 1 năm 2014. Tesla kỳ vọng tiệu thụ được 35,000 chiếc trong năm 2014, tăng 55% so với năm 2013, với hy vọng lương xe tiêu thụ gộp ở châu Âu và châu Á sẽ gần gấp đôi Bắc Mỹ vào cuối năm 2014.
Mẫu Tesla Model S là mẫu xe bán chạy nhất ở Nauy tháng 9/2013, nó đã trở thành mẫu xe điện đầu tiên đứng tốp bán chạy nhất ở bất cứ quốc gia nào. Mẫu Model S chiếm 5% lượng xe mới được bán ra trong tháng đó. Tháng 12/2013, với 4.9% thị phần, mẫu Model S lại tiếp tục đứng đầu trong danh sách xe bán chạy nhất ở Nauy. Tháng 3/2014 mẫu Tesla Model S đã trở thành mẫu xe bán chạy nhất trong một tháng từ trước tới nay tại Nauy với 10.8% thị phần. Số lượng bán tại thị trường Mỹ năm 2013 là 18,000 chiếc, đã giúp mẫu Model S xếp hạng 3 trong số xe điện bán chạy nhất tại Mỹ sau dòng Chevrolet Volt (23,094) và Nissan Leaf (22,610) trong năm 2013. Cũng trong năm 2013, mẫu Model S trở thành mẫu xe bán chạy nhất trong phân khúc sedan cao cấp ở U.S., theo sau là Mercedes-Benz S-Class (13,303), mẫu xe bán chạy nhất ở phân khúc này trong năm 2012, và cũng vượt qua BMW 7 Series (10,932), Lexus LS (10,727), Audi A8 (6,300) và Porsche Panamera (5,421).

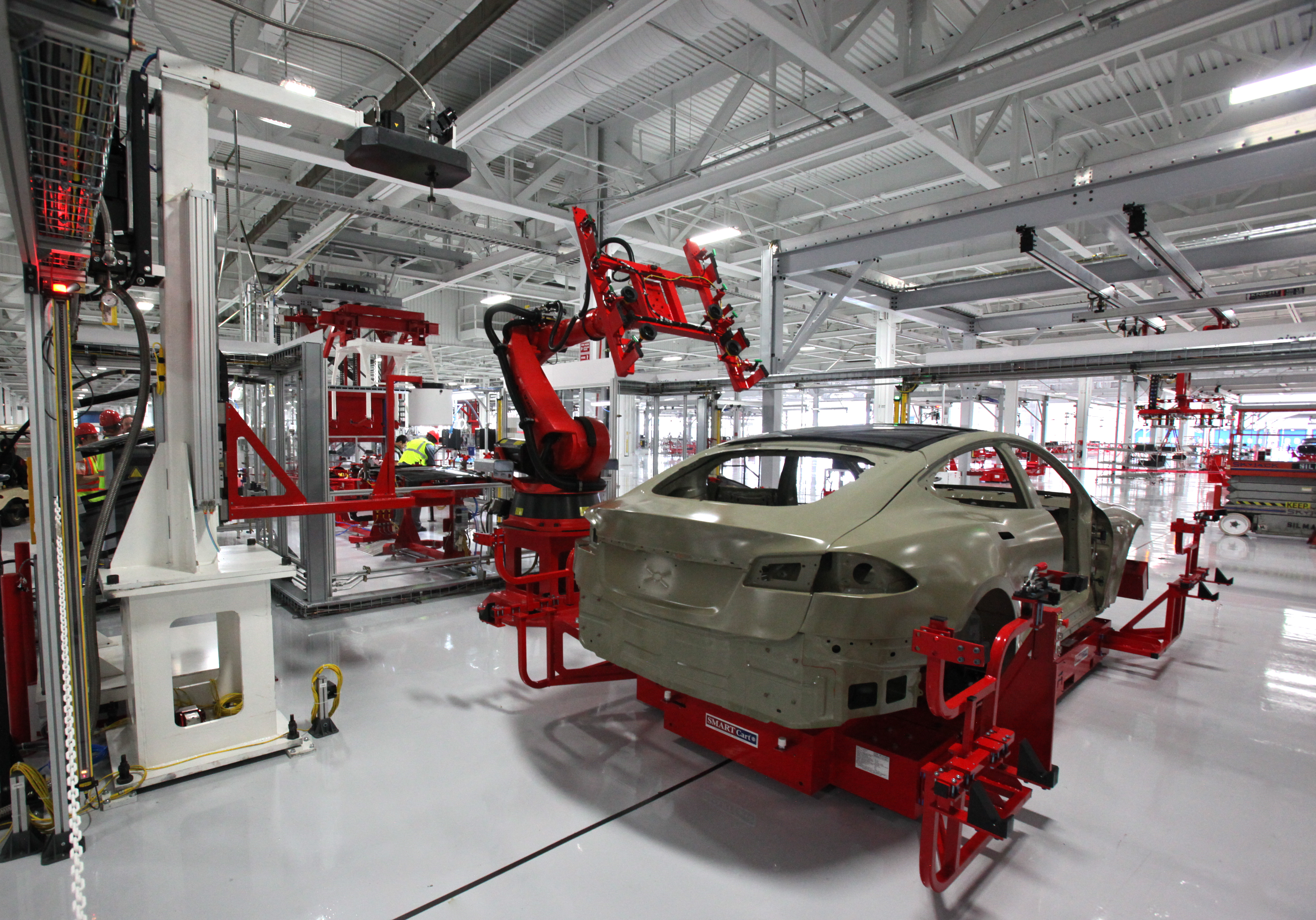
Sản xuất tự động hoá mẫu Model S ở nhà máy Tesla Factory tại Fremont, California.

Tesla sản xuất Model S ở Fremont, California, trong một nhà máy lắp ráp ban đầu hoạt động bởi NUMMI, một nhà máy liên doanh của Toyota và General Motors đã ngưng hoạt động, giờ được đặt tên là Tesla Factory. Tesla mua vào tháng 5/2010 với giá 42 triệu $, và mở cửa vào tháng 10/2010. Tại thị trường châu Âu, Tesla lắp ráp và phân phối mẫu Model S từ trung tâm phân phối European Distribution Center ở Tilburg. Tesla chọn Tilburg bởi vì địa điểm của nó gần cảng Rotterdam, nơi các cấu kiện của mẫu Models S được chuyển đến từ U.S. trung tâm này cũng hoạt động như một xưởng sửa chữa và kho phụ tùng. Các xe được lắp ráp và kiểm tra ở Fremont. Sau đó, bộ pin, mô tơ điện và các phần được lắp ráp và chuyển tách riêng đến Tilburg, tại đây xe sẽ được lắp ráp lại. Phạm vi đi được cho mô hình bộ pin 85 kW · h, trang trí đầu tiên ra mắt thị trường Tại Hoa Kỳ, là 265 dặm (426 km) và 208 dặm (335 km) cho mô hình với ắc quy 60 kW·h
Trong số các giải thưởng, mẫu Model S đã thắng giải thưởng xu hướng xe của năm "Motor Trend Car of the Year" năm 2013, chiếc xe sạch "World Green Car", "Car of the Year" năm 2013 của Automobile Magazine, and Time Magazine Best 25 Inventions of the Year 2012 award.

### Model X

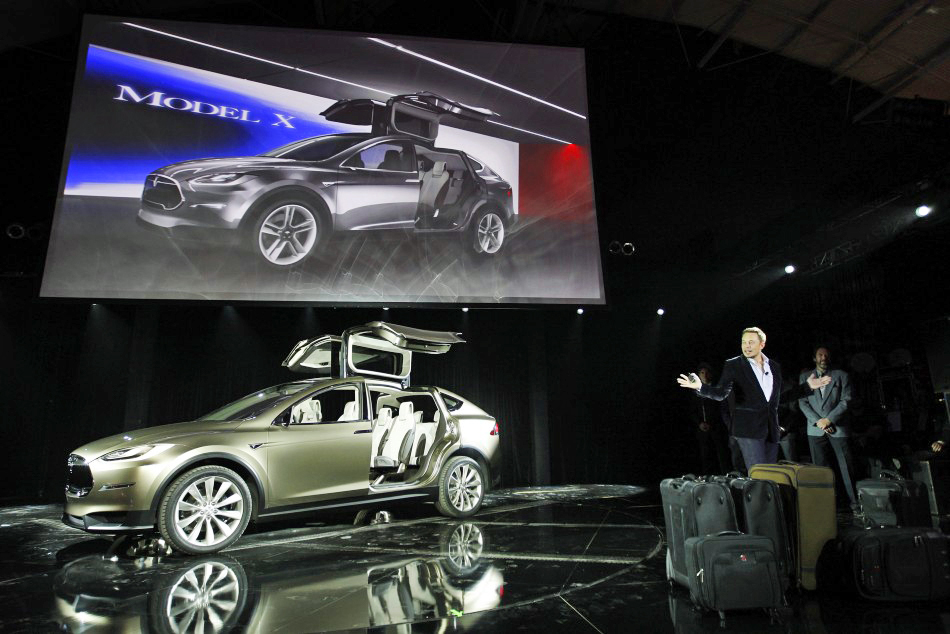
Mẫu ý tưởng Tesla Model X ra mắt tại Hawthorne California.

Mẫu Tesla Model X được ra mắt ở phòng thiết kế của công ty ở Hawthorne, California ngày 9/2/2012.
Hơn 1000 người đã tham dự buổi ra mắt này, tại đây Musk đã nói chiếc xe sẽ được sản xuất vào năm 2013. Tháng 2/2013 Tesla thông báo rằng việc sản xuất sẽ lùi lại đến đầu 2014 để tập trung vào cam kết mang về lợi nhuận cho công ty trong năm 2013 và đạt được mục tiêu 20,000 chiếc Model S tiêu thụ năm 2013. Công ty bảo lưu mẫu xe này trong năm 2013 và nói rằng sẽ bắt đầu phân phối từ năm 2014.
Tháng 11/2013, Tesla xác nhận công ty hy vọng sẽ phân phối mẫu Model X với số lượng nhỏ cuối năm 2014, và lượng lớn sản xuất để phân phối vào quý 2/2015. Tuy nhiên, Tesla đã thông báo vào tháng 2/2014 rằng để tập trung vào mở rộng thị trường nước ngoài của mẫu Model S trong năm 2014, công ty hy vọng sẽ có mẫu thử của thiết kế sản phẩm Model X cuối năm 2014, để bắt đầu sản xuất số lượng lớn tới khách hàng trong quý 2/2015.

### Mẫu xe thế hệ thứ 3
Mẫu Tesla BlueStar là một tên mã  cho một dòng xe điện được đề xuất đầu năm 2007 sẽ được Tesla sản xuất, cho dù gần đây nó chỉ đơn thuần được gọi là "Chiếc xe thế hệ thứ 3"
or the "yet-to-be-named model".
Chiếc xe trị giá 35,000 đến 40,000$ này với quãng đường chạy 200 dặm/h được kỳ vọng sẽ bắt đầu phân phối từ năm 2017.
Chiếc xe thế hệ 3, được chính thức gọi bởi Tesla, theo trưởng thiết kế Franz von Holzhausen, "sẽ là một chiếc xe đem lại mọi thứ của Audi A4, BMW 3-series, Mercedes-Benz C-Class: chạy xa, vừa tiền, với mức giá 30,000$" với mục tiêu hướng đến thị trường phổ thông. Tesla dự định chiếc xe này sẽ có giá dưới 40,000$ và có quảng đường chạy khoảng 200 dặm. Công nghệ từ mẫu Model S của Tesla cũng có thể dùng chế tạo mẫu BlueStar. "Nó sẽ khá giống với mẫu Model S nhưng nhỏ hơn." Mặc dù mẫu Model S là một chiếc xe có ngoại hình ở tiêu chuẩn thông thường, chiếc xe thế hệ thứ 3 này sẽ có phong cách khác biệt.
Công ty có kế hoạch sử dụng chiếc "BlueStar" như một phần của chiến lược 3 bước, nơi công nghệ truyền động điện và pin sẽ phát triển và đầu tư thông qua việc bán các mẫu Tesla Roadster và Tesla Model S.
Bước một là tạo ra chiếc Tesla Roadster, giá cao, số lượng ít. Mẫu Model S là bước 2 với giá tầm trung, số lương trung bình. Thế hệ 3 sẽ có giá thấp, số lượng lớn. Nó sẽ có kích thước nhỏ hơn 20% so với mẫu Model S.

### Các mẫu xe trong tương lai
Tesla công bố tháng 6/2009, cùng khoản vay từ bộ năng lượng Hoa Kỳ DOE, kế hoạch sản xuất các xe bán tải, thể thao đa dụng SUV và xe tải chuyên dụng chạy điện cho các chính quyền thành phố. Xe tải chuyên dụng và mui trần được hy vọng sẽ dựa trên nền tảng của mẫu Model S, cùng với mẫu xe SUV Tesla Model X. Bên cạnh mẫu xe thế hệ 3, các dự án khác đang được thảo luận bao gồm xe tải điện cỡ lớn và xe điện tự hành. Các mẫu xe tương lai có thể đạt quãng đường 400 dặm bởi hệ thống pin mới, ghép pin metal-air và pin lithium-ion.

## Lịch sử
Tesla được thành lập tháng 7/2003 bởi Martin Eberhard và Marc Tarpenning, những người đã góp vốn cho công ty cho đến Series A round. Cả hai đã đóng góp lớn cho sự phát triển của công ty trước khi Elon Musk tham gia. Musk đã dành cho Series A round 1 khoản đầu tư vào tháng 2/2004, gia nhập ban điều hành Tesla với vai trò chủ tịch. Từ khi còn đại học, Mục tiêu số 1 của Musk là thương mai hóa các phương tiện chạy bằng năng lương điện, bắt đầu với những chiếc xe thể thao cao cấp hướng đến những lớp người đầu tiên có nhu cầu và càng nhanh càng tốt sau đó trở thành một xu thể phương tiện mới, bao gồm những chiếc sedans và xe bình dân.

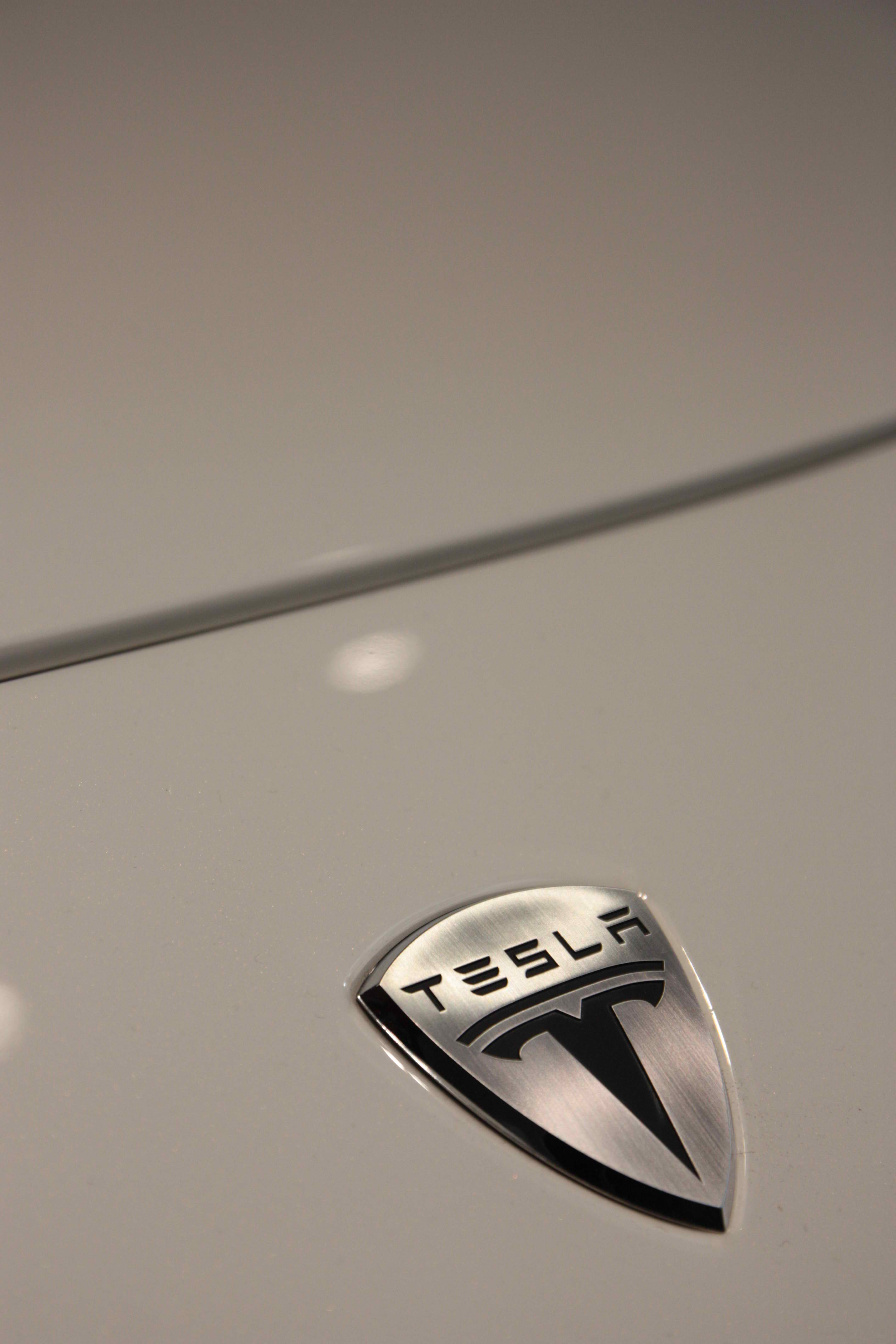
Logo của Tesla Motors trên chiếc Tesla Roadster Sport.

Musk đóng vai trò chủ chốt trong công ty và giám sát quá trình thiết kế mẫu Roadster rất chi tiết, nhưng không can thiệp sâu vào hoạt động kinh doanh hàng ngày; Eberhard thừa nhận rằng Musk là người đã theo sát ngay từ bước ban đầu trên khung sợi carbon của xe và chỉ dẫn thiết kế các cấu kiện từ mô đun điện cho đến đèn pha và các chi tiết khác. Cùng với vai trò tổ chức hàng ngày, Musk là nhà đầu tư kiểm soát Tesla từ hoạt động tài chính đầu tiên, góp phần lớn trong quỹ đầu tư 7.5 triệu $ cho dòng serial A. Ngay từ đầu, Musk đã kiên trì theo đuổi những chiến lược dài hại của Tesla nhằm tạo nên thị trường những chiếc xe điện cho thị trường đại chúng. Musk đã nhận được giải thưởng thiết kế Global Green cho dòng Tesla Roadster, được giới thiệu bơi Mikhail Gorbachev, và nhận được giải thưởng Index Design cho thiết kế dòng Tesla Roadster.

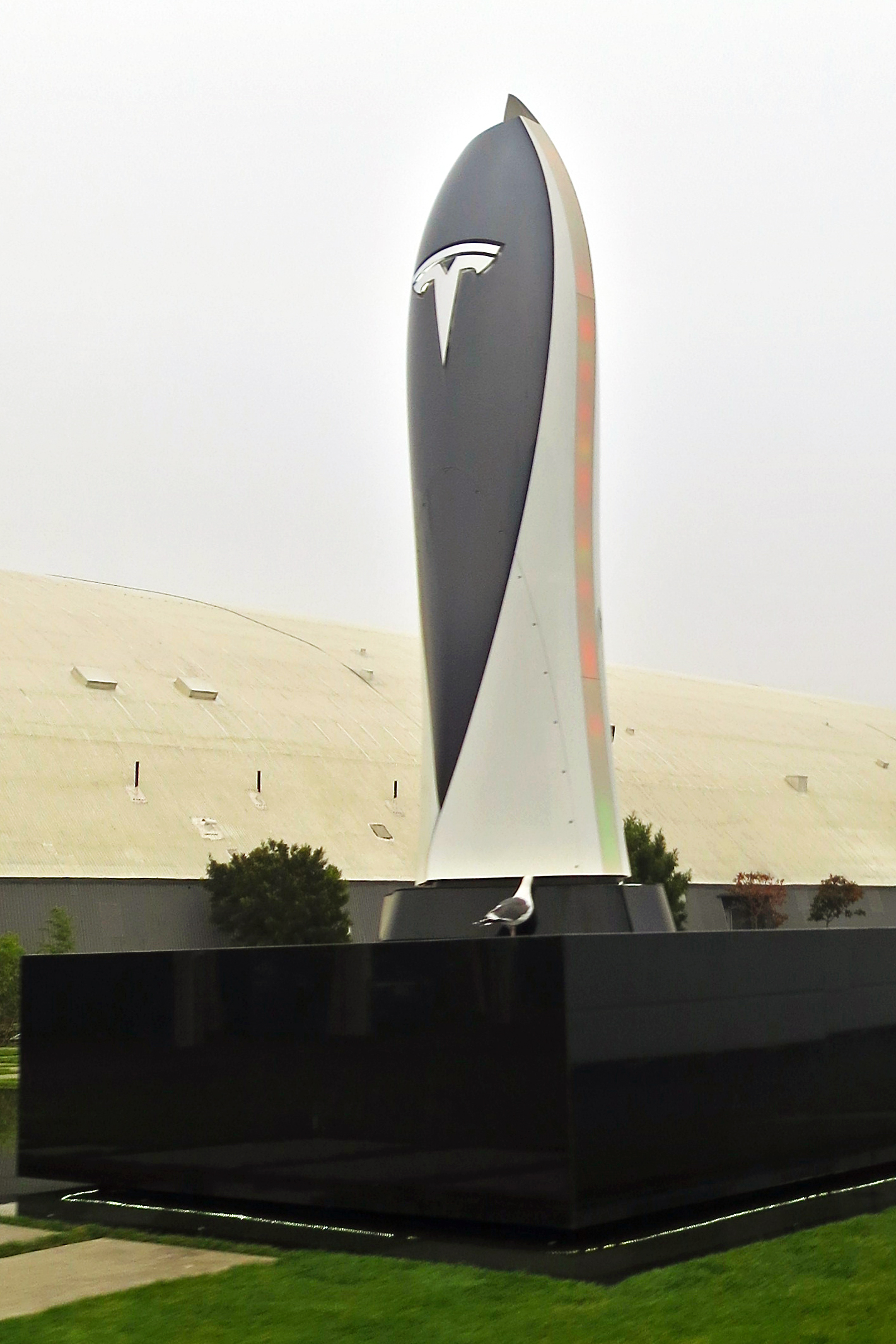
Tháp Obelisk của Tesla được sử dụng để nhận biết những khu vực đặt lưới siêu sạc Supercharging ở California.

Series A round bao gồm các nhà đầu tư Compass Technology Partners và SDL Ventures, và nhiều nhà đầu tư khác. Musk sau đó tổ chức vòng huy động vốn Series B của Tesla, 13 triệu $, vòng này có thêm sự góp mặt của Valor Equity Partners. Musk đồng tổ chức vòng 3, vòng huy động vốn 40 triệu $ tháng 5/2006 cùng với Technology Partners. Vòng này gồm những khoản đầu tư từ những doanh nhân có tiếng như 2 nhà đồng sáng lập Google Sergey Brin và Larry Page, cựu chủ tịch eBay Jeff Skoll, Hyatt người thừa kế Nick Pritzker và thêm các nhà đầu tư mạo hiểm khác như Draper Fisher Jurvetson, Capricorn Management và The Bay Area Equity Fund điều hành bởi JPMorgan Chase. Vòng 4 tổ chức tháng 5/2007 đã huy động thêm 45 triệu $ và đã mang lại khoản đầu tư tổng cộng 105 triệu $ qua kênh tài chính tư nhân.
Tháng 12/2007, Ze'ev Drori trở thành CEO và President. Tháng 1/2008, Tesla đã sa thải một số thành viên chủ chốt làm việc tại công ty ngay từ những ngày đầu thành lập sau buổi giới thiệu bởi vị CEO mới. Theo Musk, Tesla buộc phải giảm 10% lực lượng lao động để giảm thiểu chi phí, cái mà đã mất kiểm soát từ 2007. Vòng huy động vốn thứ 5 diễn ra tháng 2/2008 huy động được thêm 40 triệu $ nữa. Musk đã đóng góp 70 triệu $ tài sản của anh vào công ty trong đợt này. Tháng 10/2008, Musk bổ nhiệm Drori là CEO. Drori trở thành phó chủ tịch Vice Chairman, nhưng sau đó rời công ty vào tháng 12. Tháng 1/2009, Tesla có số vốn huy động lên 187 triệu $ và xuất xưởng 147 chiếc xe. Ngày 19/5/2009, Daimler AG của Đức, công ty sở hữu Mercedes-Benz, nhận được số cổ phần ít hơn 10% vốn của Tesla như được báo cáo là 50 triệu $. Tháng 7/2009, Daimler tuyên bố rằng nhà đầu tư Aabar của Abu Dhabi đã mua 40% lợi tức của Daimler trong Tesla.
Tháng 6/2009 Tesla được nhận khoản cho vay tính lãi là 465 triệu $ từ Bộ năng lượng Hoa Kỳ. Khoản vốn này, một phần trong 8 tỷ $ của chương trình cho vay phát triển phương tiện công nghệ cao Advanced Technology Vehicles Manufacturing Loan Program, hỗ trợ kỹ thuật và sản xuất dòng sedan Model S, cũng như phát triển công nghệ xe thương mại. Các khoản vay lãi suất thấp không liên quan đến các khoản cứu trợ tài chính mà GM và Chrysler đã nhận, cũng như không liên quan đến gói cứ trợ kinh tế năm 2009. Chương trình cho vay này được tạo ra năm 2007 trong thời George W. Bush Nắm quyền.
Tesla đã trả hết số vốn vay này vào tháng 5/2013. Tesla cũng là công ty xe hơi đầu tiên hoàn trả đầy đủ nợ cho chính phủ, trong khi Ford, Nissan và Fisker vẫn chưa làm được.
Công ty tuyên bố vào đầu tháng 8/2009 rằng công ty đã bắt đầu có lãi trong tháng 7/2009. Công ty cho hay ho đã kiếm được xấp xỉ 1 triệu $ trong tổng doanh thu 20 triệu $. Lợi nhuận chủ yếu đến từ lãi gộp của dòng Roadster 2010, chiếc xe thể thao thắng giải 2 lần của Tesla. Tesla, giống như tất cả các hãng ô tô khác, ghi nhận doanh thu khi sản phẩm được phân phối, giao hàng với mức ghi nhận 109 chiếc vào tháng 7 và đã báo cáo sự tăng cao các giao dịch dòng Roadster. Tháng 9/2009, Tesla công bố vòng huy động 82.5 triệu $ nhằm tăng tốc sự mở rộng hệ thống bán lẻ của Tesla. Daimler đã tham dự đợt này để duy trì quyền sở hữu cổ phần từ sự đầu tư ban đầu của họ.
Tesla đã ký kết một hợp đồng sản xuất ngày 11/7/2005 với hãng Group Lotus để sản xuất "gliders" (complete cars minus powertrain). Hợp đồng đến tháng 3/2011, nhưng 2 hãng đã gia hạn hợp đồng nhằm giữ dòng xe Roadster tiếp tục được sản xuất đến tháng 12/2011 với số lượng tối thiểu là 2,400 chiếc, khi việc sản xuất ngừng lại, hầu hết bởi những sự thay đổi phương tiện của một trong số các nhà cung cấp. Tháng 6/2010, báo cáo cho biết Tesla đã bán tổng cộng 12.2 triệu $ tín dụng xe không xã thải (ZEV) cho các hãng chế tạo khác, bao gồm cả Honda, cho đến 31/3/2010.

### Phát hành cổ phiếu lần đầu ra công chúng
Vào 29/1/2010, Tesla Motors đã trình Form S-1 lên Uỷ ban chứng khoán và hối đoái Hoa Kỳ, như một bản cáo bạch sơ bộ chỉ ra mục đích để tổ chức một đợt phát hành cổ phiếu lần đầu ra công chúng(IPO) ký dưới bởi các hãng Goldman Sachs, Morgan Stanley, J. P. Morgan, và Deutsche Bank Securities. Ngày 21/5/2010, Tesla tuyên bố một sự hợp tác chiến lược với Toyota, chấp nhận giao dịch 50 triệu $ cổ phiếu phổ thông của Tesla phát hành trong một đợt riêng kết thúc ngay sau đợt IPO. Giám đốc của 2 công ty nói rằng họ sẽ hớp tác trong sự phát triển của phương tiện chạy điện, các cấu kiện, hệ thống sản xuất và hỗ trợ thiết kế." Gần hai tháng sau đó, Toyota và Tesla xác nhận rằng sự hợp tác nền tảng đầu tiên của họ sẽ chế tạo một phiên bản chạy điện của dòng xe RAV4 EV.
Ngày 29/6/2010, Tesla bắt đầu phát hành cổ phiếu lần đầu ra công chúng trên sàn NASDAQ. Đợt IPO đã huy động được 226 triệu $ cho công ty. Đây là hãng chế tạo ô tô Mỹ đầu tiên ra mắt công chúng kể từ công ty Ford Motor Company IPO năm 1956. Suốt tháng 11/2013, cổ phiếu của Tesla đã sụt giảm hơn 20%, do những tin tức chiếc Model S thứ 3 bị cháy. Bất chấp sụt giảm, Tesla vẫn là công ty phát triển hàng top trong chỉ số Nasdaq 100 index năm 2013. Tesla đang tìm kiếm thị trường để tiệu thụ 40,000 xe điện trên toàn cầu trong năm 2014, thêm Trung Quốc vào kế hoạch xuất khẩu của công ty.

## Hệ thống
Trụ sở của Tesla, Inc. đặt ở Palo Alto, California. Tháng 8/2013, Tesla hoạt động với hơn 50  showroom sở hữu bởi chính công ty này trên toàn thế giới. Tháng 7/2010, Tesla thuê cựu giám đốc Apple và Gap George Blankenship làm phó giám đốc phát triển thiết kế và cửa hàng nhằm xây dựng chiến dịch bán lẻ của Tesla.

### Hoa Kỳ
Tesla được thành lập ở San Carlos, California, tại thung lũng Silicon. Tesla mở cửa hàng bán lẻ đầu tiên ở Los Angeles, California, tháng 4/2008 và cửa hàng thứ 2 ở Menlo Park, California, tháng 7/2008. Công ty cũng mở các showroom triển lãm ở khu nghệ thuật Chelsea thuộc New York vào tháng 7/2009. Công ty cũng mở 1 cửa hàng ở Seattle, Washington tháng 7/2009. Tesla sau đó mở thêm các cửa hàng ở Washington, D.C.; New York City; Chicago; Dania Beach, Florida; Boulder, Colorado; Orange County, California; San Jose, California và Denver, Colorado. Năm 2010, Tesla di dời trụ sở và mở bộ phận phát triển hệ thống truyền động ở 3500 Deer Creek Road, Stanford Research Park tại Palo Alto. Tesla cấp vốn cho dự án thông qua gói cho vay lãi suất thấp 100 triệu $ của liên bang. Bộ phận này có diện tích 369.000 foot vuông (34.300 m2) trên một khu vực 23 mẫu Anh (93.000 m2) trước đó thuộc vệ công ty Agilent Technologies. Khoảng 350 nhân viên được kỳ vọng dựa trên khu vực Stanford ban đầu, tiềm năng tăng lên 650 người.

#### Nhà máy Tesla
Tesla xây dựng nhà máy lắp ráp mẫu Model S ở California có thể lắp ráp 20,000 chiếc 1 năm. Tesla đã hợp tác với Toyota để sản xuất Model S ở nhà máy cũ ở Fremont, California, khai trương 27/10/2010 và được đặt tên lại là Tesla Factory.

### Mạng lưới sạc điện siêu tốc
Năm 2012, Tesla bắt đầu xây dựng mạng lưới các trạm "Super charging" 480 volt khiến cho các hành trình dài của dòng Model S được thuận tiện. Giữa tháng 5/2014, đã có 90 trạm hoạt động ở Mỹ và 16 ở châu Âu, 3 ở Trung Quốc.
Mạng lưới ban đầu được lên kế hoạch sẽ xuất hiện trên các tuyến đường giao thông mật độ cao dọc Bắc Mỹ, tiếp đó là mạng lưới ở châu Âu và châu Á vào nửa cuối năm 2013. Tuyến Supercharger đầu tiên được mở, và miễn phí sử dụng vào tháng 10/2012. Tuyến này bao gồm 6 trạm đặt dọc theo tuyến đường nối San Francisco, Lake Tahoe, Los Angeles và Las Vegas. Tuyến thứ 2 mở vào tháng 12/2012 ở các đô thị lớn phía đông bắc, kết nối Washington, D.C., New York City và Boston; bao gồm 3 trạm đặt tại các khu vực dừng chân trên đường ở Delaware và Connecticut.

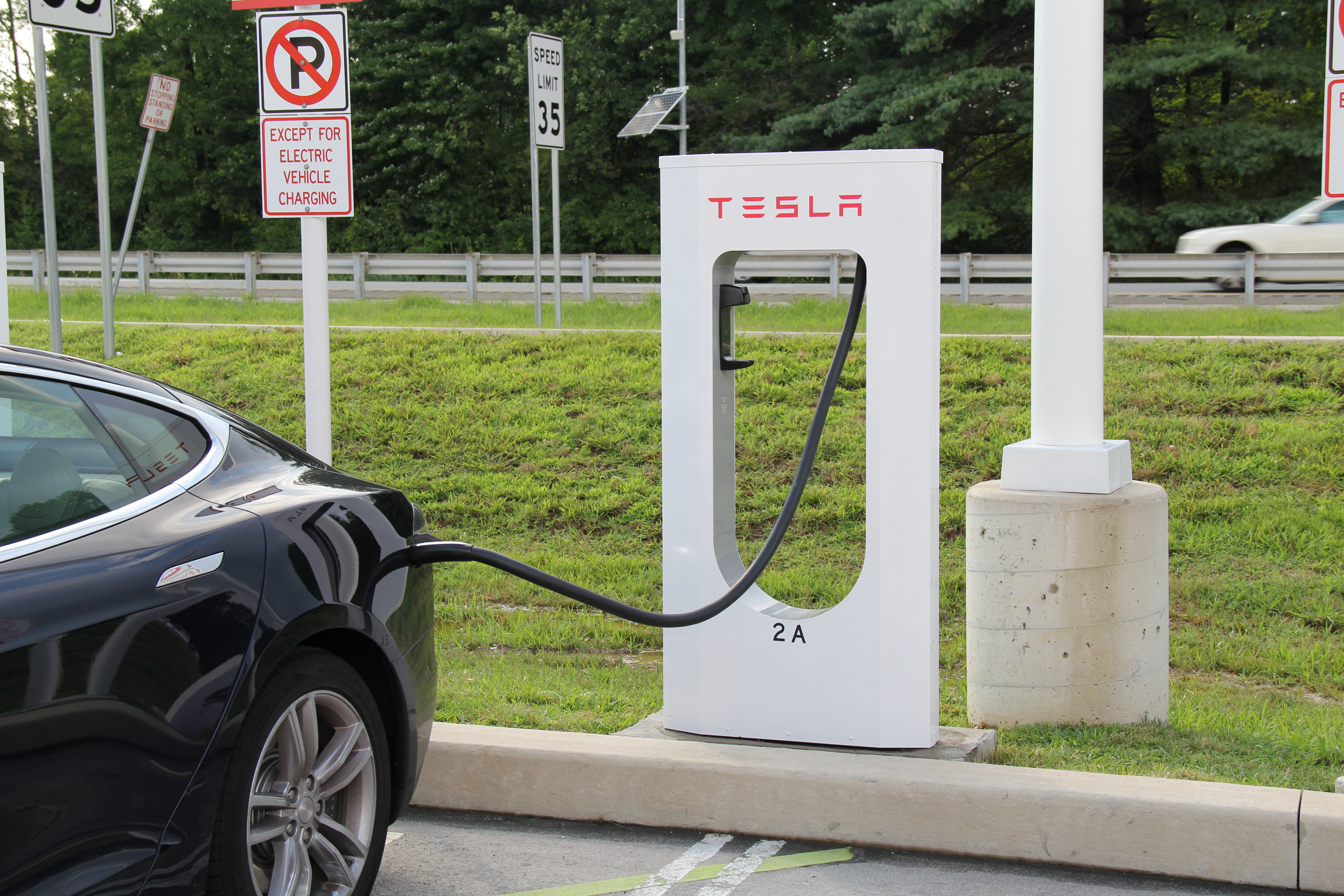
Tesla Model S nạp điện ở trạm lưới Supercharger tại Delaware.

Supercharger là trạm sạc siêu tốc dùng dòng 1 chiều cung cấp nguồn điện gần 120 kW, cung cấp cho các chiếc Model S công suất 85kWh thêm 150 dặm đường cho 20 phút sạc, hoặc 200 dặm cho 30 phút. Nguồn điện sử dụng cho tuyến Bờ biển phía tây lấy từ hệ thống pin năng lượng mặt trời do SolarCity cung cấp. Cuối cùng, tất cả các trạm Supercharger đều được cung cấp điện bằng năng lương mặt trời. Mạng lưới này chuyên biệt cho dòng sedan S. Phần cứng sạc siêu tốc là tiêu chuẩn trên Model S được trang bị bộ ắc quy 85 kWh và tùy chọn trang bị ắc quy 60 kWh. Chiếc Roadster không được trang bị để nạp điện từ Superchargers, nhưng theo hãng, tất cả các mẫu xe sau này của Tesla sẽ đều sạc được. Theo Musk, "...chúng tôi hy vọng cả nước Mỹ sẽ được lắp hệ thống này vào cuối năm tới [2013]". Ông cũng nói rằng những người sở hữu xe Tesla sử dụng mạng lưới sẽ miễn phí vĩnh viễn.
Tính đến tháng 5/2014, đã có 100 trạm sạc.

#### Đổi pin

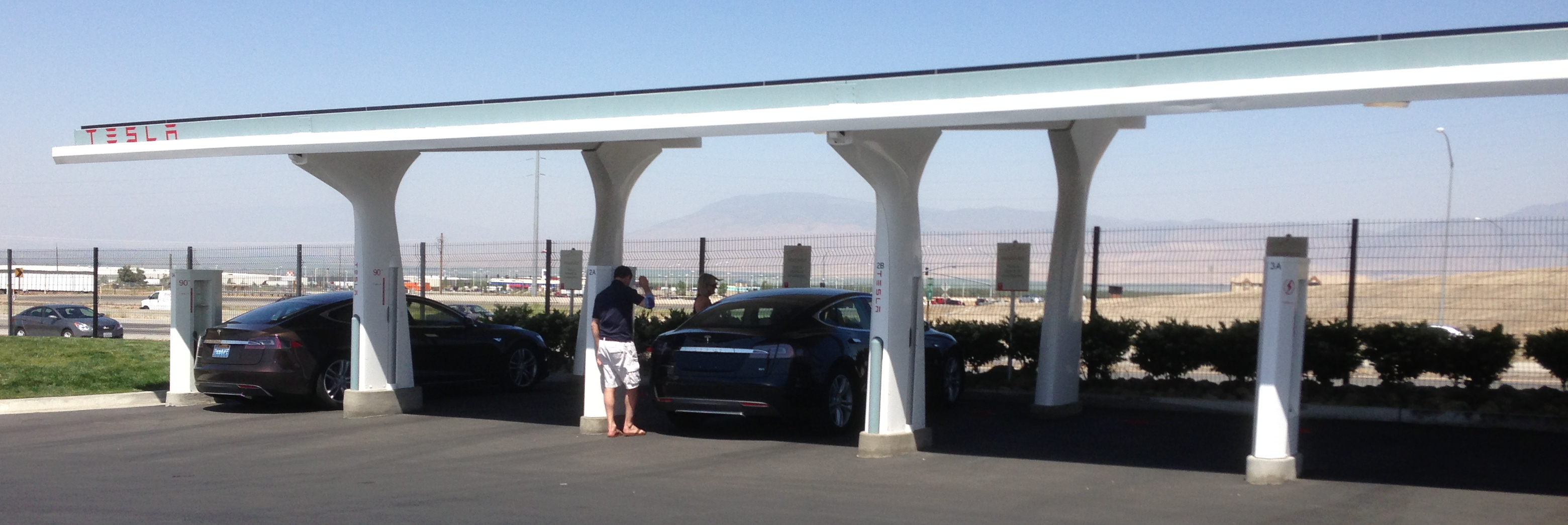
Nhìn toàn cảnh trạm sạc siêu tốc Tesla Supercharger ở Tejon Ranch, California.

Tesla thiết kế mẫu Model S cho phép thay pin nhanh chóng. Tính năng này giúp thuận tiện cho việc lắp ráp. Tháng 6/2013, Tesla đã thông báo kế hoạch triển khai 1 trạm đổi pin tại mỗi trạm sạc. Musk miêu tả quá trình thay pin chỉ trong 90 giây. Mỗi trạm thay pin này tốn khoảng 500,000$. Mỗi trạm ban đầu có khoảng 50 bộ pin và không cần dự trữ. Dịch vụ này sẽ có giá khoảng 15 gallon xăng, xấp xỉ 60$ đến 80$ theo giá tại thời điểm tháng 6/2013. Chủ xe có thể lấy lại bộ pin gốc của xe mình đã được sạc đầy khi trở về với giá bằng bộ pin thay. Tesla cũng đem đến lựa chọn trả thêm tiền để giữ lại bộ pin thay nếu chúng mới hơn. Tesla cũng sẽ gửi trả lại ắc quy gốc có tính thêm phí vận chuyển nếu khách đổi ý.

### Canada
Tesla mở cửa hàng có thiết kế mới ở Canada vào 16/11/2012 tại trung tâm mua sắm Yorkdale Shopping Centre ở Toronto, Ontario. Cửa hàng trang bị những màn hình tương tác và phòng thiết kế cho phép khách hàng tùy biến mẫu Model S và xem kết quả trên bức tường 85-inch. Tháng 3/2014, đã có 4 cửa hàng/phòng triển lãm của Tesla ở Canada: 1 ở Montreal, 2 ở Toronto, và 1 ở Vancouver.

### Châu Âu

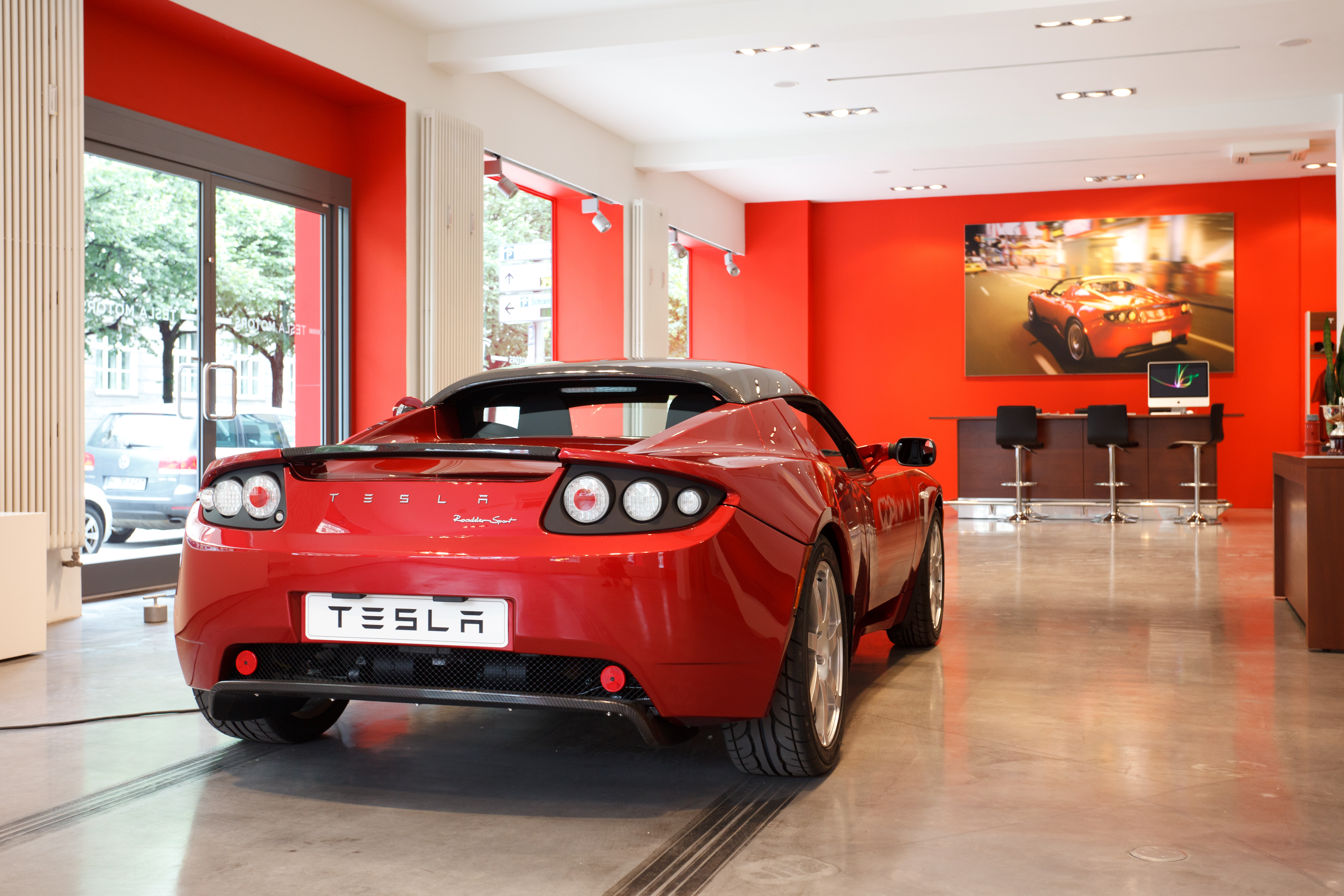
Tesla showroom ở Munich, Germany.

Tesla khai trương cửa hàng đầu tiên ở châu Âu ở quận Knightsbridge thuộc London vào tháng 6/2009, followed by Munich in September. Sau đó đã chuyển đến trung tâm mua sắm Westfield London vào tháng 10/2013. Tesla đã có 24 phòng trưng bày và cửa hàng trên khắp Chấu Âu đầu năm 2014. Trụ sở của Tesla tại châu Âu đặt ở Amsterdam, Hà Lan. Khung gầm của Roadster được lắp ráp bởi Lotus Cars ở Hethel, Norfolk, Anh. The 62.000 foot vuông (5.800 m2) Trung tâm phân phối và lắp ráp tại châu Âu đã được thành lập năm 2013 ở Tilburg, Hà Lan.

### Châu Á

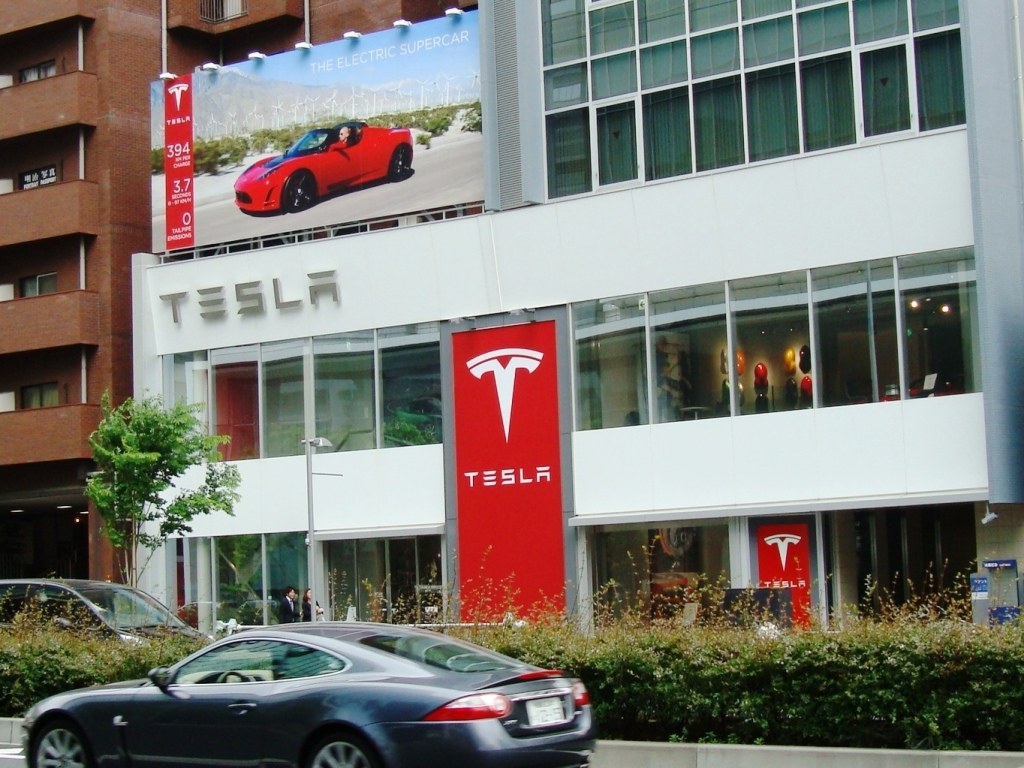
Showroom đầu tiên tại Nhật Bản của Tesla Motor được mở tại Aoyama

Tesla mở showroom đầu tiên tại Nhật Bản ở Aoyama tháng 11/2010. Showroom thứ hai sau đó được mở ở Osaka. Những chiếc Roadster bán ở Nhật được tùy chỉnh tay lái bên trái hoặc phải, mặc dù mẫu Model S chỉ có tùy chỉnh tay lái bên phải vào đầu 2014. Theo ông Kevin Yu, giám đốc của Tesla Motors khu vực châu Á Thái Bình Dương, những chiếc Roadster tại Nhật bán với giá trung bình khoảng từ 18 đến 20 triệu Yên.
Tesla mở chi nhánh ở Hồng Kông cũng như showroom tại đây vào năm 2011. Dòng xe Roadster được bán tại Hồng Kông với giá 1,2 triệu HKD. Showroom ở Hồng Kông có bao gồm cả "Phòng thiết kế" - nơi người mua tiềm năng có thể thiết kế tùy biến chiếc xe của họ trên màn hình rộng. Trung tâm dịch vụ chính thức ở Hồng Kông được mở cửa vào tháng 9/2011.
Chi nhánh của Tesla xuất hiện ở Singapore từ tháng 7/2010 cho đến tháng 2/2011, nhưng công ty đã ngừng hoạt động của chi nhánh này do thiếu các điều kiện miễn thuế tại quốc gia này. Nếu như không được miễn thuế, Roadster sẽ có giá khoảng 400,000 SGD đến 500,000 SGD so với giá thấp hơn hiện tại là 250,000 SGD.
Website cho thị trường Trung Quốc của Tesla cũng xuất hiện vào ngày 16/12/2013, mở bán các mẫu Model S và Model X và từ tháng 2/2014 và bắt đầu phân phối cả hai dòng xe này tại thị trường Trung Quốc. Điều này theo sau ngay lễ khai mạc Showroom của Tesla ở Bắc Kinh vào tháng 11/2013.

### Australia
Tesla mở showroom ở Sydney vào năm 2010. Một chiếc Roadster do giám đốc sở tại Jay McCormack cầm lái dọc theo đường ven biển phía đông với khoảng cách 4000 km, khoảng cách lớn nhất được đi bởi một chiếc xe điện ở Australia.

## Các đối tác
Không giống các nhà sản xuất truyền thống, Tesla hoạt động như một OEM, sản xuất các cấu kiện xe điện cho các hãng sản xuất ô tô khác. Tesla đã xác nhận hợp tác với Daimler và Toyota. Tesla cũng làm việc với Panasonic như một đối tác trong nghiên cứu và phát triển pin. Công ty cũng cung cấp các bộ pin cho xe tải điện của Freightliner Trucks.

### Daimler
Bắt đầu từ cuối 2007, Daimler và Tesla bắt đầu làm việc cùng nhau. Hai công ty được kỳ vọng hợp tác xa hơn, bao gồm mẫu Tesla Model S. Ngày 19/5/2009, Daimler nhận được số cổ phần ít hơn 10% tại Tesla trị giá 50 triệu $ theo như báo cáo. Như một phần của sự hợp tác, Herbert Kohler, Phó chủ tịch mảng E-Drive and Future Mobility của Daimler, có một ghế trong ban điều hành của Tesla. 13/7/2009, Daimler AG đã bán 40% lợi tức tháng 5 của họ cho Aabar Investments PJSC. Aabar là một công ty đầu tư điều hành bởi International Petroleum Investment Company (IPIC), sở hữu bởi chính phủ Abu Dhabi. Tháng 3/2009, Aabar mua 9% cổ phần của Daimler với giá 1.9 tỷ Euro.

#### Mercedes-Benz A-Class

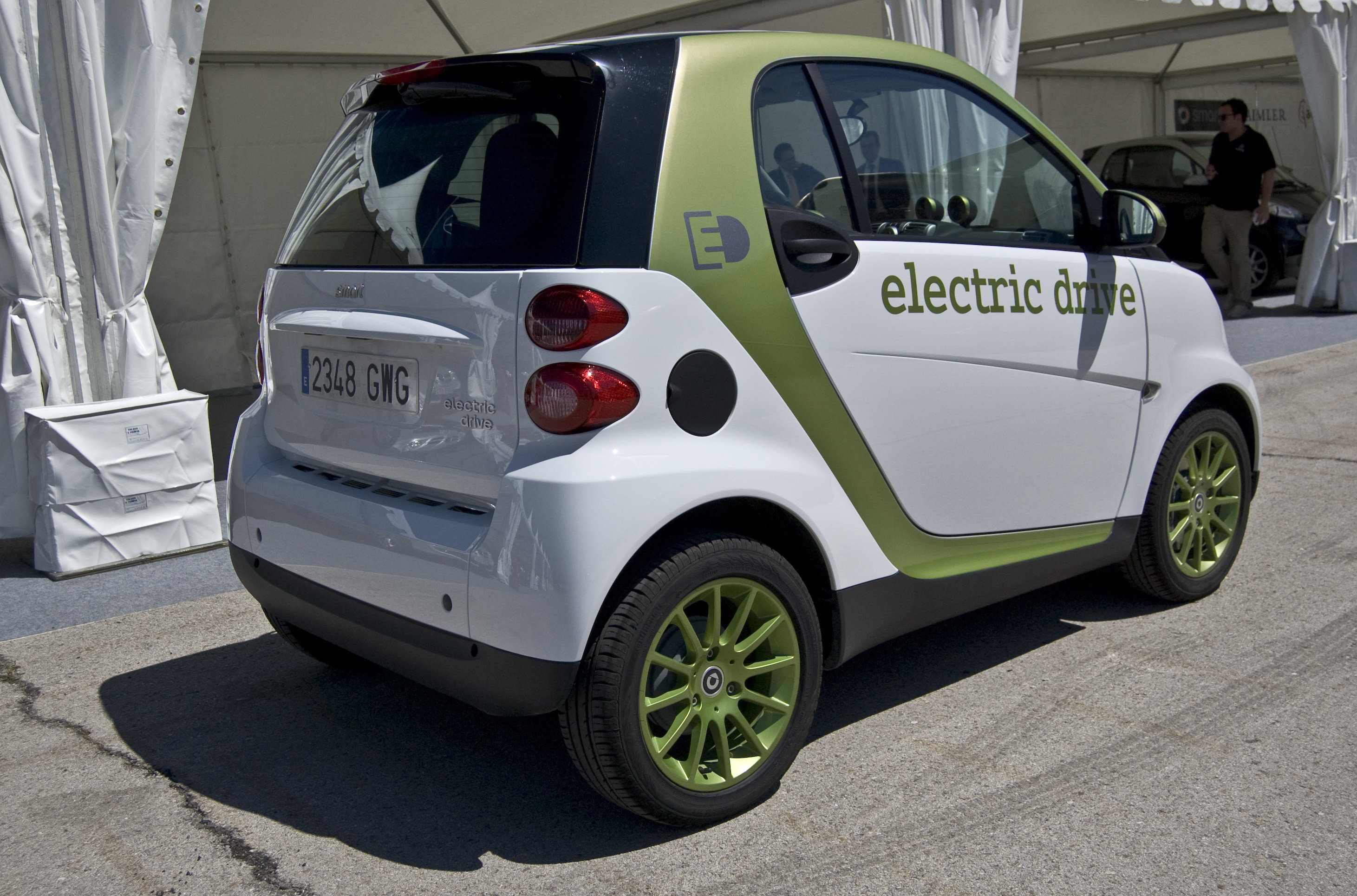
Chiếc Smart electric drive thế hệ thứ 2 sử dụng bộ pin phát triển bởi Tesla.

Tesla, trong sự hợp tác với Mercedes-Benz, sẽ thiết kế các cấu kiện truyền động điện cho dòng Mercedes-Benz A-Class E-Cell, một mẫu xe điện với quãng đường chạy 200 km và mô men xoắn 214ftlbf. Bộ pin 36kWh sẽ chứa xấp xỉ 4,000 ô pin lithium-ion riêng biệt. Daimler không hy vọng cho thuê các phiên bản xe điện bên ngoài châu Âu. Mẫu Mercedes-Benz A-Class E-Cell ra mắt ở triển lãm Ô tô Paris 2010. Chỉ 500 chiếc được sản xuất thử nghiệm tại châu Âu từ tháng 9/2011.

#### Smart Fortwo
Tháng 1/2009, Tesla công bố công ty sẽ sản xuất bộ pin và sạc cho 1000 chiếc Smart EVs đầu tiên.

### Toyota
20/5/2010, Tesla và Toyota công bố hợp tác trong việc phát triển xe điện, bao gồm 50 triệu $ đầu tư tương lai của Toyota vào Tesla và 42 triệu $ của Tesla mua lại khu vực ban đầu là nhà máy NUMMI. Tesla hợp tác trong việc phát triển các mẫu xe điện, cấu kiện, hệ thống sản xuất và hỗ trợ thiết kế. Công ty đã công bố rằng một phiên bản chạy điện của mẫu Toyota RAV4 sẽ sản xuất số lượng lớn với năm 2012 tại nhà máy Toyota ở Woodstock, Ontario.

#### Toyota RAV4 EV

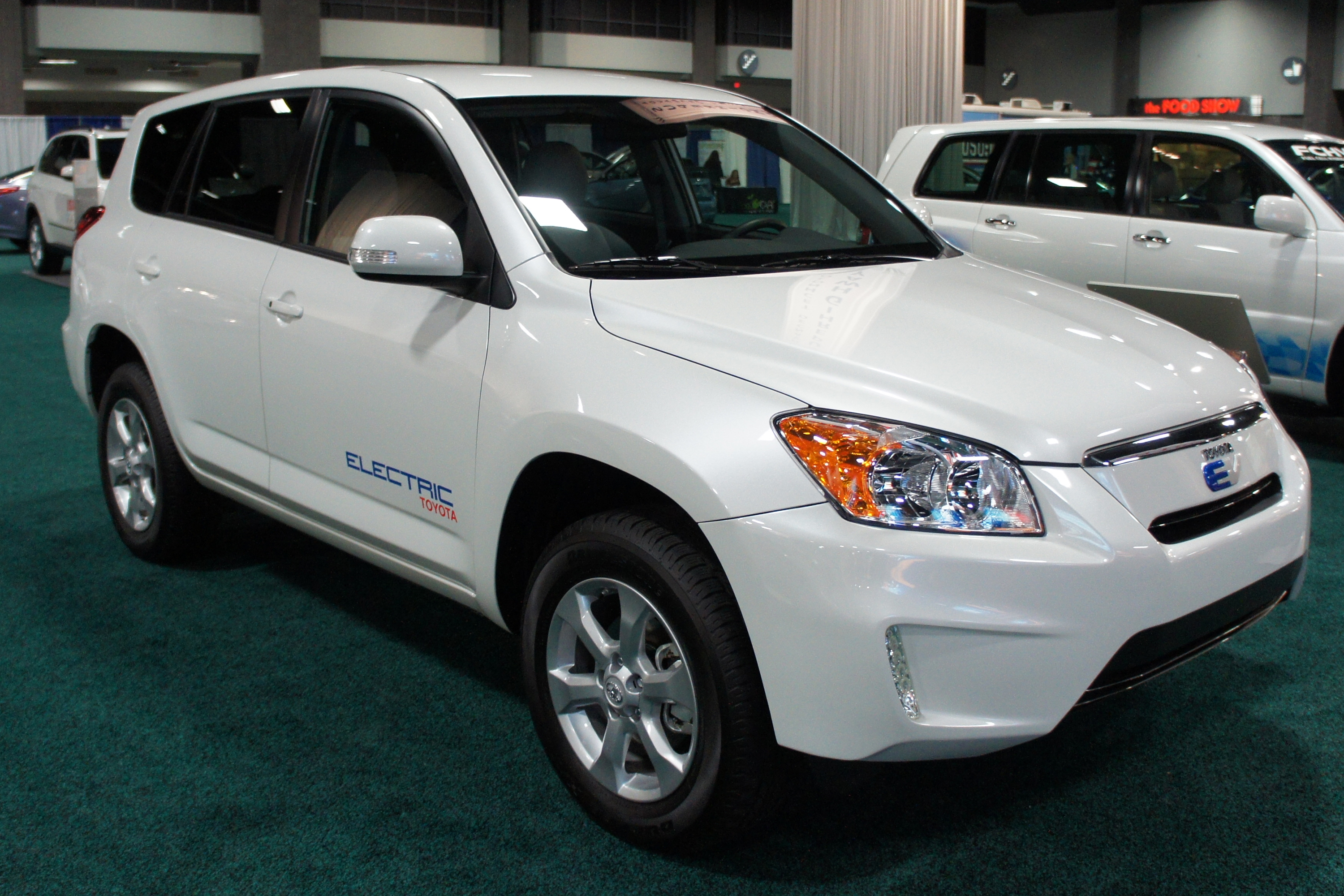
Toyota RAV4 EV thế hệ thứ 2

Tesla và Toyota công bố vào tháng 7/2010 một thỏa thuận phát triển thế hệ thứ hai của mẫu xe Toyota RAV4 EV. Tại thời điểm này, Toyota có kế hoạch giới thiệu mẫu này ra thị trường trong năm 2012. Mẫu RAV4 EV thế hệ thứ hai được giới thiệu vào tháng 10/2010 tại triển lãm ô tô Los Angeles. Toyota đã xây dựng 35 biến thể của RAV4s (Phase Zero vehicles) cho chương trình trình diễn và đánh giá trong năm 2011. Pin lithium metal-oxide và các cấu kiện truyền động khác được cung cấp bởi Tesla Motors. Tháng 8/2012, phiên bản sản xuất của RAV4 EV được công bố; bộ pin, cấu kiện truyền động và điện tương tự như cấu kiện sử dụng trong mẫu Tesla Model S ra mắt vào tháng 6/2012, và những chiếc Phase Zero sử dụng cấu kiện từ chiếc Tesla Roadster.

#### Xe van chạy điện của Freightliner
Công ty cung cấp các bộ pin cho mẫu xe van chạy điện của Freightliner Trucks.

### Panasonic

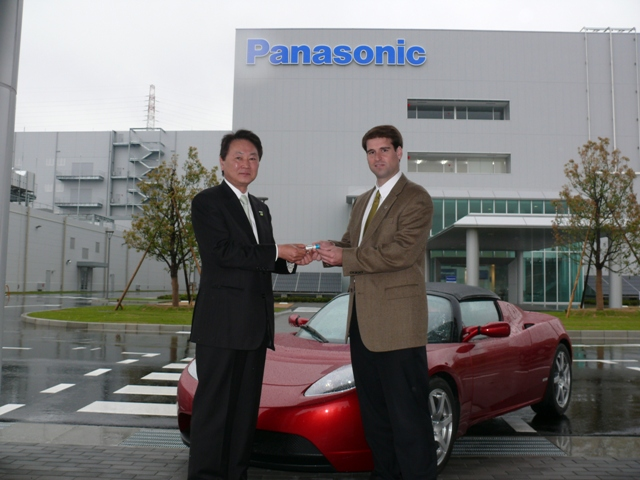
Chủ tịch công ty năng lượng Panasonic Naoto Noguchi giới thiệu với giám đốc kỹ thuật của Tesla JB Straubel sản phâm đầu tiên chạy pin lithium-ion từ nhà máy của Panasonic ở Suminoe, Japan.

7/1/2010, Tesla và hãng chế tạo pin Panasonic thông báo rằng họ sẽ cùng nhau phát triển các pin nickel-based lithium-ion cho xe điện. Naoto Noguchi, Chủ tịch công ty năng lượng của Panasonic, nói rằng pin của hãng Nhật sẽ được sử dụng trên bộ pin của xe điện Tesla hiện tại và cả các thế hệ tiếp theo." Sự hợp tác là một phần trong khoản đầu từ 1 tỷ $ của Panasonic trong 3 năm qua cho các cơ sở nghiên cứu phát triển và sản xuất pin lithium-ion. Tesla tiết lộ rằng bộ pin mới là kết quả của sự hợp tác của công ty với Panasonic sẽ cho phép Tesla tiếp tục sử dụng pin này từ nhiều nhà cung cấp.
Tháng 4/2010, Noguchi giới thiệu với giám đốc kỹ thuật của Tesla J. B. Straubel sản phẩm pin đầu tiên sản xuất ở cơ sở mới tại Suminoe, Japan. Nhà máy Suminoe sản xuất những viên pin 3.1Ah, những viên pin có mật độ năng lượng cao nhất trên thị trường. Cơ sở sản xuất hơn 300 triệu viên pin mỗi năm. Ngày 5/11/2010, Panasonic đầu tư 30 triệu $ cho một sự cộng tác nhiều năm cho thế hệ pin tiếp theo được thiết kế đặc biệt cho các xe điện.

### Những nhà cung cấp khác
Chiếc Roadster có các linh kiện được cung cấp từ nhiều nhà cung cấp ở nhiều quốc gia khác nhau, bao gồm các tấm thân xe làm bằng sợi các bon, sản xuất ở Pháp bởi hãng Sotira. Các tấm này được gửi tới Anh, nơi Tesla ký hợp đồng với hãng Lotus sản xuất các bộ khung ở Hethel, U.K. Những chiếc xe sau đó được chuyển tới Menlo Park cho giai đoạn lắp ráp cuối cùng. Bộ pin được lắp ráp ở Palo Alto, California, sử dụng những viên pin từ Nhật Bản. Hộp số đơn tốc được sản xuất ở Michigan bởi nhà cung cấp BorgWarner. Khi công ty bắt đầu vào năm 2003, Tesla xin giấy phép bằng sáng chế sạc điện cải tiến của hãng AC Propulsion, tích hợp sạc điện vào bộ inverter để giảm số lượng linh kiện và tính phức tạp. Sau đó Tesla tự đi con đường riêng và không còn sử dụng tính năng sạc cải tiến của AC Propulsion.
Mercedes, Wells Fargo, và Omnivision cùng nhiều công ty khác nằm trong số top các nhà cung cấp của Tesla theo danh sách những nhà cung cấp cho Tesla của Spiderbook.

## Kiện tụng

### Magna International
Tháng 3/2008, Magna International kiện Tesla ra tòa với lý do công ty này chưa từng trả đồng nào cho các dịch vụ của họ. Tesla đã thuê Magna giúp thiết kế bộ truyền động 2 số cho chiếc Roadster.

### Hãng xe Fisker Automotive
14/4/2008, Tesla kiện Fisker Automotive, quả quyết rằng Henrik Fisker "đã đánh cắp các ý tưởng thiết kế và thông tin bí mật liên quan đến việc thiết kế những mẫu xe điện hybrid" và sử dụng những thông tin đó đẻ phát triển Fisker Karma, được công bố ở triển lãm ô tô quốc tế khu vực Bắc Mỹ tháng 1/2008. Tesla đã thuê Fisker Coachbuild thiết kế chiếc WhiteStar nhưng đã hủy bỏ vì Musk cho rằng nó "dưới tiêu chuẩn". 3/11/2008, Fisker Automotive Inc. đưa ra thông cáo với báo chí rằng một bên trung gian sẽ trao một giải thưởng cho việc tìm thấy bất cứ dấu hiệu nào ở Fisker có ở tất cả các khiếu nại. Tesla nói răng quy định đang bị ràng buộc và họ sẽ không theo đuổi vụ kiện này nữa.

### Tranh cãi về người sáng lập
Việc sáng lập công ty này là một vấn đề tranh tụng sau đó đã được xử lý sau một thỏa thuận bên ngoài tòa án. 26/5/2009, Eberhard đã đệ trình lên San Mateo County, California, kiện Tesla và Musk (Chủ tịch kiếm Giám đốc điều hành của Tesla) vì phỉ báng, phá vỡ hợp đồng. Musk đã viết một post dài trên blog trong đó đưa ra những tài liệu gốc ban đầu, các email giữa các giám đốc cấp cao và các hiện vật chứng minh khác chỉ ra rằng Eberhard đã bị sa thải bởi sự nhất trí của ban lãnh đạo Tesla. 29/6/2009, một phiên tòa ở San Mateo County, California, tòa án tối cao đã bác bỏ các đòi hỏi của cựu CEO Eberhard, người đã yêu cầu phải được tuyên bố là một trong 2 người sáng lập công ty. Tesla đã phát biểu trong một thông báo rằng quy tăc là "phù hợp với sự tin tưởng của Tesla trong đội ngũ sáng lập, bao gồm CEO và kiến trúc sư trưởng hiện tại Elon Musk, giám đốc công nghệ JB Straubel, những người đặt nền móng cho việc tạo ra Tesla từ ban đầu." Đầu tháng 8, Eberhard đã rút đơn kiện, và 2 bên đi đến hòa giải cuối cùng vào 21/9. Một điều khoản công khai đã thông báo rằng các bên sẽ công nhận Eberhard, Musk, Straubel, Tarpenning, và Wright là 5 nhà đồng sáng lập. Eberhard cũng phát biểu về vai trò sáng lập của Musk đối với công ty: "Là một người đồng sáng lập, những đóng góp của Elon đối với Tesla là vô cùng to lớn."

### Chương trình truyền hình Top Gear
Tesla đã không thành công trong vụ kiện chương trình truyền hình Top Gearcủa Anh vì những nhận xét của họ về mẫu Roadster năm 2008,Jeremy Clarkson lái chiếc xe này trên đường chạy thử của Top Gear, phàn nàn rằng cự ly chạy chỉ là 55 dặm, trước khi chỉ cho các công nhân đẩy nó vào trong garage, và cho rằng hết pin. Tesla đã đệ đơn kiện BBC vì nhạo báng và nói sai sự thật, cho rằng hai chiếc xe được cung cấp, ít nhất một chiếc đã được chạy từ trước. Nói thêm, Tesla cho rằng không có chiếc xe nào dưới 25% sạc, và cảnh đó đã được dàn dựng. 19/10/2011, tòa án tối cao ở London đã bác bỏ cáo buộc của Tesla. Cáo buộc nói sai sự thật cũng đã bị gạt bỏ vào tháng 2/2012, với việc tòa án Justice Tugendhat mô tả việc cáo buộc nói sai sự thật của Tesla là "quá 'thiếu nghiêm trọng' nó sẽ không thể bị xử lý." 

### Ecotricity
Tesla đã cố phá các thỏa thuận độc quyền của Ecotricity với các đối tác ở Anh trong việc đặt các trạm sạc điện trên các địa điểm dọc các sa lộ ở Anh, Ecotricity đáp trả lại bằng việc đưa vụ việc ra tòa.

## Các vấn đề của sản phẩm

### Thu hồi xe
Tháng 5/2009, Tesla thu hồi 345 chiếc Roadster sản xuất trước 22/4/2009. Tesla đã gửi các kỹ thuật viên tới nhà khách hàng để siết chặt lại phần duối, các chốt mép cửa bên trong. Theo lời từ National Highway Traffic and Safety Administration, Tesla kêu gọi các khách hàng rằng nếu không điều chỉnh, lái xe có thể mất điều khiển trong khi đang lái. Vấn đề xuất phát từ công đoạn lắp ráp tại Lotus. Lotus cũng thu hồi một số xe Elise và Exige vì lý do tương tự.
Ngày 1/10/2010, Tesla thông báo đợt thu hồi thứ hai ở USA ảnh hưởng đến 439 chiếc Roadsters. Lần này liên quan đến cáp phụ điện thế thấp 12V từ hệ thống sao lưu. Đợt thu hồi này do một sự cố cáp phụ điện thế tháp trên một chiếc xe chà xát vào khung sợi các bon, gây ra mòn, bốc khói và có thể bốc cháy đằng sau đèn pha trước bên phải. Vấn đề này chỉ giới hạn ở cáp phụ 12V, không liên quan đến bộ pin chính hay nguồn điện chính.

### Các tai nạn và cháy nổ
1/10/2013, một chiếc Model S đã bắt lửa sau khi và phải một mảnh kim loại trên quốc lộ ở Kent, Washington. Người phát ngôn của Tesla xác nhận rằng, ngọn lửa bắt đầu xuất hiện ở bộ ắc quy và va chạm trực tiếp của vật thể kim loại lớn với một trong số 16 mô đun trong bộ ắc quy. Người phát ngôn nói rằng: Vì mỗi mô đun trong bộ ắc quy về thiết kế, có các bộ cách lửa cách li khỏi các tổn hại tiềm tàng, ngọn lửa trong ắc quy được nhốt trong 1 khoảng nhỏ phía trước." Chủ xe có thể đỗ vào lề, dừng và rời khỏi xe mà không bị thương, khi được chỉ dẫn bởi hệ thống cảnh báo trên xe. Giá cổ phiếu của Tesla mất khoảng 2% trong 2 ngày và mất khoảng 3 tỷ $ vốn hóa thị trường. Tuy nhiên, giá cổ phiếu lại tăng lên 4.5% 3 ngày sau vụ tai nạn.
Tesla cho rằng một đoạn cong rơi khỏi một đầu kéo rơ móc và đâm vào xe với một lực 25 tấn, tạo ra một lỗ 3 inch xuyên qua tấm bảo vệ 1/4inch bên dưới xe. Ngọn lửa bắt đầu ở module pin phía trước, một trong 16 module, nhưng chỉ chưa trong khu vực này do được ngăn bởi tường lửa bên trong. Bộ pin hướng trực tiếp ngọn lửa thẳng xuống đường và xa khỏi chiếc xe và điều này ngăn hành khách khỏi tổn hại.
Công ty cũng cho rằng những xe dùng nhiên liệu truyền thống thì dễ bị tổn hại hơn nhiều ở trường hợp như vậy, vì chúng có ít sự bảo vệ hơn phía dưới thân xe. Công ty cũng lưu ý rằng bộ pin giữ chỉ khoảng 10% năng lượng chứa trong bình xăng và nó trải đều trên 16 module có tường lửa bảo vệ, có nghĩa là khả năng cháy chỉ khoảng 1% là nhiều. Dựa trên thống kê tại Mỹ của National Fire Protection Association, Musk khẳng định rằng một lái xe " phải trải nghiệm các sự cố về lửa trên các dòng xe dùng xăng thông thường cao hơn gần 5 lần so với các dòng xe Tesla.
Một vụ cháy thứ 2 được báo cáo xảy ra ngày 18/10/2013 ở Merida, Mexico. Trong vụ này, xe đang đi ở tốc độ cao qua một khúc cua và đâm qua tường vào một gốc cây. NHTSA không điều tra sự cố này bởi vì nó xảy ra bên ngoài U.S. Ngày 6/11/2013, một chiếc Tesla Model S trên đường liên bang Interstate 24 gần Murfreesboro, Tennessee, bắt lửa sau khi va vào một đầu kéo (tơw hitch) trên đường, gây hư hỏng bên dưới xe. Tesla tuyên bố rằng họ sẽ chỉ đạo riêng một cuộc điều tra, và như một kết quả của sự cố này, công ty thông báo quyết định gia hạn bảo hành để bù đắp cho những tổn hại bởi lửa của chiếc xe này.
Ngày 18/11/2013, Tesla phát hành một bản nâng cấp phần mềm cho hệ thống giảm xóc khí để tăng khoảng cách với mặt đất ở tốc độ cao và yêu cầu rằng NHTSA tổ chức một cuộc điều tra trong những sự cố cháy. 19/11/2013, NHTSA có đánh giá sơ bộ xác định "những nguy hiểm tiềm tàng liên kết với gầm xe trên mẫu Tesla Model S 2013." Ước lượng khoảng 13,108 chiếc Model S là một phần trong điều tra ban đầu này. Các sự cố bắt lửa khác xảy ra ở Toronto, Canada, đầu tháng 2/2014. Chiếc Model S đậu ở gara và nó không cắm sạc hay đang sạc khi lửa bốc lên. Đến 14/2/2014, nguyên nhân của vụ cháy vẫn chưa được tìm ra. Theo Tesla "trong trường hợp cá biệt này, chúng tôi vẫn chưa biết chính xác nguyên nhân, nhưng khẳng định rõ ràng rằng nó không bắt nguồn từ pin, hệ thống sạc, cục adapter hay bộ lưu điện, vì các cấu kiện này không bị cháy."
Ngày 28/3/2014, NHTSA thông báo rằng họ sẽ tiến hành điều tra liệu Model S có khiến cho xe bắt lửa, sau khi nhà sản xuất nói họ sẽ cung cấp nhiều sự bảo vệ hơn cho bộ pin lithium-ion. Tất cả các xe Model S sản xuất sau ngày 6/3 với tấm nhôm bảo vệ dày 0.25inch sẽ thay thế bằng khiên bảo vệ 3 lớp giúp bảo vệ pin và mạch sạc khỏi bị va đập ngay cả ở va chạm tốc độ cao. Lớp bảo vệ mới thêm một ông nhôm rỗng để làm chệch hướng vật thể va chạm, một khiên titan để bảo vệ các cấu kiện nhạy cảm khỏi tổn hại do va đập, và một phần nhô bằng nhôm để hấp thụ năng lượng va chạm. những lớp bảo vệ mới, làm giảm quãng đường chạy của xe xuống 0.1%, sẽ được cài đặt miễn phí trên các xe Model S theo yêu cầu hoặc trong quá trình bảo dưỡng định kỳ. Theo NHTSA, lớp bảo vệ dưới thân xe bằng titan và các tấm làm đổi hướng vật thể va chạm, khiến khoảng cách với mặt đất tăng lên, "sẽ hạn chế cả tần suất va chạm vào bên dưới xe lẫn nguy hiểm do lửa."

## Ban điều hành
Tính đến  năm 2014, Ban điều hành của Tesla Motors bao gồm:
- Elon Musk – Chủ tịch, kiêm Giám đốc điều hành và Kiến trúc sư trưởng của Tesla; cựu Chủ tịch PayPal; nhà sáng lập kiêm Giám đốc điều hành và Giám đốc kỹ thuật của SpaceX; Chủ tịch của SolarCity
- Brad Buss – CFO, Cypress Semiconductor Corp
- Ira Ehrenpreis – General Partner, Technology Partners
- Antonio J. Gracias – CEO and Chairman of the Investment Committee at Valor Equity Partners
- Steve Jurvetson – Managing Director, Draper Fisher Jurvetson.
- Harold Kroeger – Mercedes-Benz Vice President, responsible for electrics and electronics
- Kimbal Musk – CEO của Medium, Inc., Đồng sáng lập Zip2